# Ладейные окончания

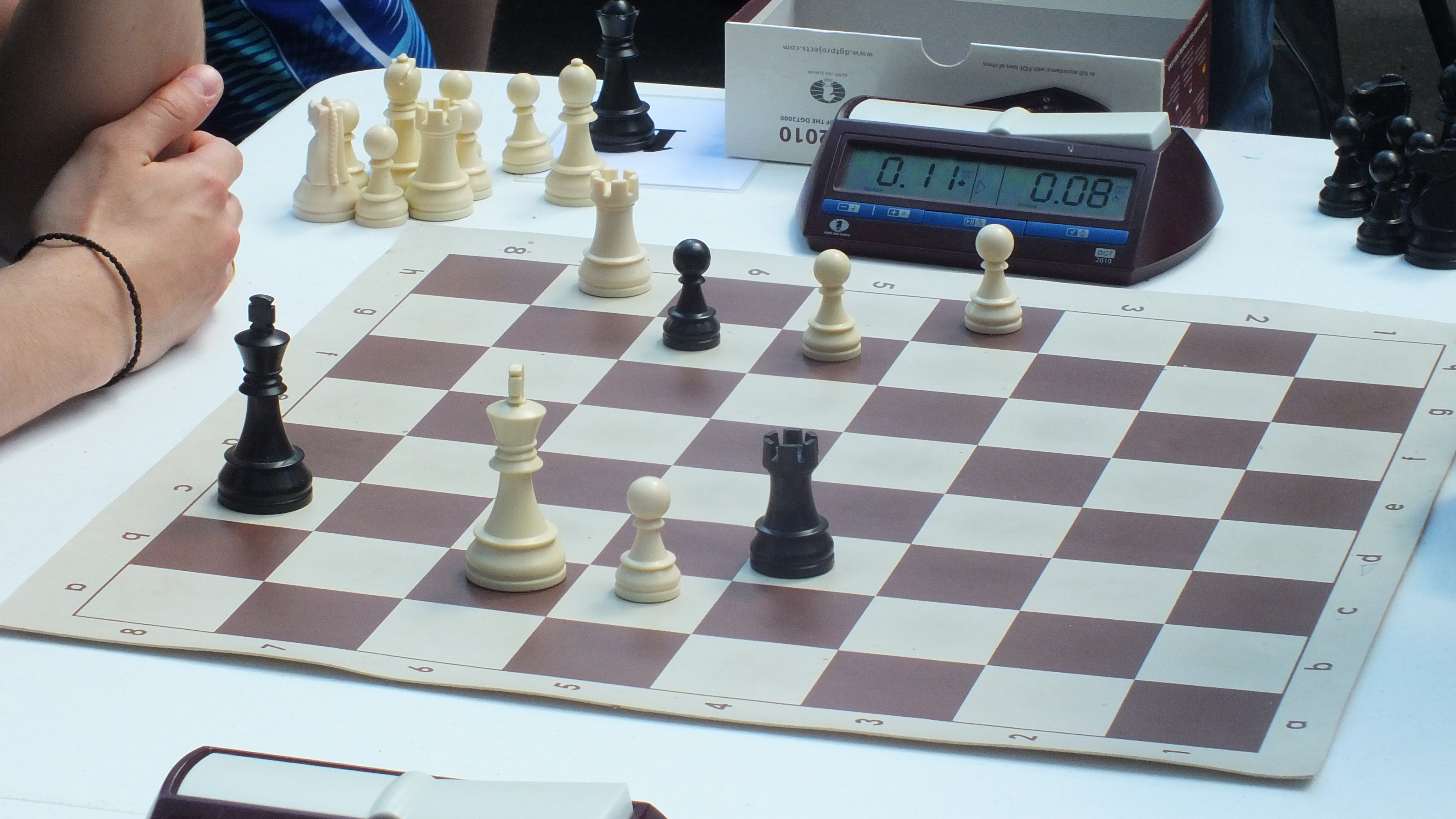
Ладейное окончание с 2 лишними пешками у белых. Москва, «Лужники», 2022 г.

Ладейные окончания в шахматах — окончания, в которых на доске присутствуют только короли, ладьи и пешки.

## Характер окончания
Ладейные окончания — самые распространённые в шахматах: на их долю приходится около 80 % всех возникающих окончаний.
Шахматная теория рассматривает два основных типа ладейных окончаний:
1. ладья имеется только у одной из сторон — ладья против пешек;
2. ладья имеется у обеих сторон — главная разновидность ладейных окончаний.

В окончаниях первого типа 5, 4, иногда 3 пешки являются достаточной компенсацией за ладью. При этом многое зависит от конкретной позиции — расположения фигур, степени продвинутости пешек и т. д.
В окончаниях второго типа лишняя пешка реализуется далеко не всегда. Существует даже известный афоризм: «Ладейный эндшпиль никогда не выигрывается». Не следует понимать его буквально — это лишь означает, что защитный потенциал слабейшей стороны в ладейном окончании выше, чем в других типах окончаний. Как правило, реализовать материальный перевес в ладейном эндшпиле можно при сочетании некоторых необходимых для этого условий — активность фигур, наличие проходной пешки (пешек) или возможности её образовать, наличие слабых пешек (пунктов) в лагере противника и т. д.
В малофигурных окончаниях есть некоторые известные в теории позиции, где сильнейшая сторона не выигрывает даже с двумя лишними пешками. Например, эндшпиль со слоновой и ладейной пешками (иначе говоря, с пешками «f» и «h») и, частично, эндшпиль с двумя крайними пешками.

## Примеры
|   | a                                                                                      | b                                                                                      | c                                                                                      | d                                                                                      | e                                                                                      | f                                                                                      | g                                                                                      | h                                                                                      |   |
| - | -------------------------------------------------------------------------------------- | -------------------------------------------------------------------------------------- | -------------------------------------------------------------------------------------- | -------------------------------------------------------------------------------------- | -------------------------------------------------------------------------------------- | -------------------------------------------------------------------------------------- | -------------------------------------------------------------------------------------- | -------------------------------------------------------------------------------------- | - |
| 8 | g8 белый король · e7 чёрный король · g7 белая пешка · h2 чёрная ладья · f1 белая ладья | g8 белый король · e7 чёрный король · g7 белая пешка · h2 чёрная ладья · f1 белая ладья | g8 белый король · e7 чёрный король · g7 белая пешка · h2 чёрная ладья · f1 белая ладья | g8 белый король · e7 чёрный король · g7 белая пешка · h2 чёрная ладья · f1 белая ладья | g8 белый король · e7 чёрный король · g7 белая пешка · h2 чёрная ладья · f1 белая ладья | g8 белый король · e7 чёрный король · g7 белая пешка · h2 чёрная ладья · f1 белая ладья | g8 белый король · e7 чёрный король · g7 белая пешка · h2 чёрная ладья · f1 белая ладья | g8 белый король · e7 чёрный король · g7 белая пешка · h2 чёрная ладья · f1 белая ладья | 8 |
| 7 | g8 белый король · e7 чёрный король · g7 белая пешка · h2 чёрная ладья · f1 белая ладья | g8 белый король · e7 чёрный король · g7 белая пешка · h2 чёрная ладья · f1 белая ладья | g8 белый король · e7 чёрный король · g7 белая пешка · h2 чёрная ладья · f1 белая ладья | g8 белый король · e7 чёрный король · g7 белая пешка · h2 чёрная ладья · f1 белая ладья | g8 белый король · e7 чёрный король · g7 белая пешка · h2 чёрная ладья · f1 белая ладья | g8 белый король · e7 чёрный король · g7 белая пешка · h2 чёрная ладья · f1 белая ладья | g8 белый король · e7 чёрный король · g7 белая пешка · h2 чёрная ладья · f1 белая ладья | g8 белый король · e7 чёрный король · g7 белая пешка · h2 чёрная ладья · f1 белая ладья | 7 |
| 6 | g8 белый король · e7 чёрный король · g7 белая пешка · h2 чёрная ладья · f1 белая ладья | g8 белый король · e7 чёрный король · g7 белая пешка · h2 чёрная ладья · f1 белая ладья | g8 белый король · e7 чёрный король · g7 белая пешка · h2 чёрная ладья · f1 белая ладья | g8 белый король · e7 чёрный король · g7 белая пешка · h2 чёрная ладья · f1 белая ладья | g8 белый король · e7 чёрный король · g7 белая пешка · h2 чёрная ладья · f1 белая ладья | g8 белый король · e7 чёрный король · g7 белая пешка · h2 чёрная ладья · f1 белая ладья | g8 белый король · e7 чёрный король · g7 белая пешка · h2 чёрная ладья · f1 белая ладья | g8 белый король · e7 чёрный король · g7 белая пешка · h2 чёрная ладья · f1 белая ладья | 6 |
| 5 | g8 белый король · e7 чёрный король · g7 белая пешка · h2 чёрная ладья · f1 белая ладья | g8 белый король · e7 чёрный король · g7 белая пешка · h2 чёрная ладья · f1 белая ладья | g8 белый король · e7 чёрный король · g7 белая пешка · h2 чёрная ладья · f1 белая ладья | g8 белый король · e7 чёрный король · g7 белая пешка · h2 чёрная ладья · f1 белая ладья | g8 белый король · e7 чёрный король · g7 белая пешка · h2 чёрная ладья · f1 белая ладья | g8 белый король · e7 чёрный король · g7 белая пешка · h2 чёрная ладья · f1 белая ладья | g8 белый король · e7 чёрный король · g7 белая пешка · h2 чёрная ладья · f1 белая ладья | g8 белый король · e7 чёрный король · g7 белая пешка · h2 чёрная ладья · f1 белая ладья | 5 |
| 4 | g8 белый король · e7 чёрный король · g7 белая пешка · h2 чёрная ладья · f1 белая ладья | g8 белый король · e7 чёрный король · g7 белая пешка · h2 чёрная ладья · f1 белая ладья | g8 белый король · e7 чёрный король · g7 белая пешка · h2 чёрная ладья · f1 белая ладья | g8 белый король · e7 чёрный король · g7 белая пешка · h2 чёрная ладья · f1 белая ладья | g8 белый король · e7 чёрный король · g7 белая пешка · h2 чёрная ладья · f1 белая ладья | g8 белый король · e7 чёрный король · g7 белая пешка · h2 чёрная ладья · f1 белая ладья | g8 белый король · e7 чёрный король · g7 белая пешка · h2 чёрная ладья · f1 белая ладья | g8 белый король · e7 чёрный король · g7 белая пешка · h2 чёрная ладья · f1 белая ладья | 4 |
| 3 | g8 белый король · e7 чёрный король · g7 белая пешка · h2 чёрная ладья · f1 белая ладья | g8 белый король · e7 чёрный король · g7 белая пешка · h2 чёрная ладья · f1 белая ладья | g8 белый король · e7 чёрный король · g7 белая пешка · h2 чёрная ладья · f1 белая ладья | g8 белый король · e7 чёрный король · g7 белая пешка · h2 чёрная ладья · f1 белая ладья | g8 белый король · e7 чёрный король · g7 белая пешка · h2 чёрная ладья · f1 белая ладья | g8 белый король · e7 чёрный король · g7 белая пешка · h2 чёрная ладья · f1 белая ладья | g8 белый король · e7 чёрный король · g7 белая пешка · h2 чёрная ладья · f1 белая ладья | g8 белый король · e7 чёрный король · g7 белая пешка · h2 чёрная ладья · f1 белая ладья | 3 |
| 2 | g8 белый король · e7 чёрный король · g7 белая пешка · h2 чёрная ладья · f1 белая ладья | g8 белый король · e7 чёрный король · g7 белая пешка · h2 чёрная ладья · f1 белая ладья | g8 белый король · e7 чёрный король · g7 белая пешка · h2 чёрная ладья · f1 белая ладья | g8 белый король · e7 чёрный король · g7 белая пешка · h2 чёрная ладья · f1 белая ладья | g8 белый король · e7 чёрный король · g7 белая пешка · h2 чёрная ладья · f1 белая ладья | g8 белый король · e7 чёрный король · g7 белая пешка · h2 чёрная ладья · f1 белая ладья | g8 белый король · e7 чёрный король · g7 белая пешка · h2 чёрная ладья · f1 белая ладья | g8 белый король · e7 чёрный король · g7 белая пешка · h2 чёрная ладья · f1 белая ладья | 2 |
| 1 | g8 белый король · e7 чёрный король · g7 белая пешка · h2 чёрная ладья · f1 белая ладья | g8 белый король · e7 чёрный король · g7 белая пешка · h2 чёрная ладья · f1 белая ладья | g8 белый король · e7 чёрный король · g7 белая пешка · h2 чёрная ладья · f1 белая ладья | g8 белый король · e7 чёрный король · g7 белая пешка · h2 чёрная ладья · f1 белая ладья | g8 белый король · e7 чёрный король · g7 белая пешка · h2 чёрная ладья · f1 белая ладья | g8 белый король · e7 чёрный король · g7 белая пешка · h2 чёрная ладья · f1 белая ладья | g8 белый король · e7 чёрный король · g7 белая пешка · h2 чёрная ладья · f1 белая ладья | g8 белый король · e7 чёрный король · g7 белая пешка · h2 чёрная ладья · f1 белая ладья | 1 |
|   | a                                                                                      | b                                                                                      | c                                                                                      | d                                                                                      | e                                                                                      | f                                                                                      | g                                                                                      | h                                                                                      |   |

Эндшпиль «ладья с пешкой против ладьи» — один из наиболее распространённых типов шахматных окончаний. Реализовать материальное преимущество здесь удаётся далеко не всегда, так как слабейшая сторона располагает разными методами защиты — в зависимости от того, как далеко продвинута проходная пешка. Наиболее опасная пешка — центральная, наименее опасная — крайняя. Как правило, игра в этом окончании в самом конце сводится к одной из двух позиций — либо к позиции Филидора, либо к позиции Лусены. Из них именно позиция Лусены является выигрышной, поэтому сильнейшей стороне следует всячески к ней стремиться.
Белые выигрывают приёмом, известным в теории как «наведение моста»: 1.Лf4! Лh1 2.Лe4+ Крd7 3.Крf7 Лf1+ 4.Крg6 Лg1+ 5.Крf6 Лf1+ 6.Крg5 Лg1+ 7.Лg4.
Если защищающаяся сторона успеет поставить своего короля перед вражеской пешкой, то такой эндшпиль, как правило, заканчивается вничью (см. Позиция Филидора).
|   | a | b | c | d | e | f | g | h |   |
| - | --- | --- | --- | --- | --- | --- | --- | --- | - |
| 8 | h8 чёрная ладья · d7 чёрный король · b6 белый король · b5 чёрная пешка · b4 белая пешка · c1 белая ладья | h8 чёрная ладья · d7 чёрный король · b6 белый король · b5 чёрная пешка · b4 белая пешка · c1 белая ладья | h8 чёрная ладья · d7 чёрный король · b6 белый король · b5 чёрная пешка · b4 белая пешка · c1 белая ладья | h8 чёрная ладья · d7 чёрный король · b6 белый король · b5 чёрная пешка · b4 белая пешка · c1 белая ладья | h8 чёрная ладья · d7 чёрный король · b6 белый король · b5 чёрная пешка · b4 белая пешка · c1 белая ладья | h8 чёрная ладья · d7 чёрный король · b6 белый король · b5 чёрная пешка · b4 белая пешка · c1 белая ладья | h8 чёрная ладья · d7 чёрный король · b6 белый король · b5 чёрная пешка · b4 белая пешка · c1 белая ладья | h8 чёрная ладья · d7 чёрный король · b6 белый король · b5 чёрная пешка · b4 белая пешка · c1 белая ладья | 8 |
| 7 | h8 чёрная ладья · d7 чёрный король · b6 белый король · b5 чёрная пешка · b4 белая пешка · c1 белая ладья | h8 чёрная ладья · d7 чёрный король · b6 белый король · b5 чёрная пешка · b4 белая пешка · c1 белая ладья | h8 чёрная ладья · d7 чёрный король · b6 белый король · b5 чёрная пешка · b4 белая пешка · c1 белая ладья | h8 чёрная ладья · d7 чёрный король · b6 белый король · b5 чёрная пешка · b4 белая пешка · c1 белая ладья | h8 чёрная ладья · d7 чёрный король · b6 белый король · b5 чёрная пешка · b4 белая пешка · c1 белая ладья | h8 чёрная ладья · d7 чёрный король · b6 белый король · b5 чёрная пешка · b4 белая пешка · c1 белая ладья | h8 чёрная ладья · d7 чёрный король · b6 белый король · b5 чёрная пешка · b4 белая пешка · c1 белая ладья | h8 чёрная ладья · d7 чёрный король · b6 белый король · b5 чёрная пешка · b4 белая пешка · c1 белая ладья | 7 |
| 6 | h8 чёрная ладья · d7 чёрный король · b6 белый король · b5 чёрная пешка · b4 белая пешка · c1 белая ладья | h8 чёрная ладья · d7 чёрный король · b6 белый король · b5 чёрная пешка · b4 белая пешка · c1 белая ладья | h8 чёрная ладья · d7 чёрный король · b6 белый король · b5 чёрная пешка · b4 белая пешка · c1 белая ладья | h8 чёрная ладья · d7 чёрный король · b6 белый король · b5 чёрная пешка · b4 белая пешка · c1 белая ладья | h8 чёрная ладья · d7 чёрный король · b6 белый король · b5 чёрная пешка · b4 белая пешка · c1 белая ладья | h8 чёрная ладья · d7 чёрный король · b6 белый король · b5 чёрная пешка · b4 белая пешка · c1 белая ладья | h8 чёрная ладья · d7 чёрный король · b6 белый король · b5 чёрная пешка · b4 белая пешка · c1 белая ладья | h8 чёрная ладья · d7 чёрный король · b6 белый король · b5 чёрная пешка · b4 белая пешка · c1 белая ладья | 6 |
| 5 | h8 чёрная ладья · d7 чёрный король · b6 белый король · b5 чёрная пешка · b4 белая пешка · c1 белая ладья | h8 чёрная ладья · d7 чёрный король · b6 белый король · b5 чёрная пешка · b4 белая пешка · c1 белая ладья | h8 чёрная ладья · d7 чёрный король · b6 белый король · b5 чёрная пешка · b4 белая пешка · c1 белая ладья | h8 чёрная ладья · d7 чёрный король · b6 белый король · b5 чёрная пешка · b4 белая пешка · c1 белая ладья | h8 чёрная ладья · d7 чёрный король · b6 белый король · b5 чёрная пешка · b4 белая пешка · c1 белая ладья | h8 чёрная ладья · d7 чёрный король · b6 белый король · b5 чёрная пешка · b4 белая пешка · c1 белая ладья | h8 чёрная ладья · d7 чёрный король · b6 белый король · b5 чёрная пешка · b4 белая пешка · c1 белая ладья | h8 чёрная ладья · d7 чёрный король · b6 белый король · b5 чёрная пешка · b4 белая пешка · c1 белая ладья | 5 |
| 4 | h8 чёрная ладья · d7 чёрный король · b6 белый король · b5 чёрная пешка · b4 белая пешка · c1 белая ладья | h8 чёрная ладья · d7 чёрный король · b6 белый король · b5 чёрная пешка · b4 белая пешка · c1 белая ладья | h8 чёрная ладья · d7 чёрный король · b6 белый король · b5 чёрная пешка · b4 белая пешка · c1 белая ладья | h8 чёрная ладья · d7 чёрный король · b6 белый король · b5 чёрная пешка · b4 белая пешка · c1 белая ладья | h8 чёрная ладья · d7 чёрный король · b6 белый король · b5 чёрная пешка · b4 белая пешка · c1 белая ладья | h8 чёрная ладья · d7 чёрный король · b6 белый король · b5 чёрная пешка · b4 белая пешка · c1 белая ладья | h8 чёрная ладья · d7 чёрный король · b6 белый король · b5 чёрная пешка · b4 белая пешка · c1 белая ладья | h8 чёрная ладья · d7 чёрный король · b6 белый король · b5 чёрная пешка · b4 белая пешка · c1 белая ладья | 4 |
| 3 | h8 чёрная ладья · d7 чёрный король · b6 белый король · b5 чёрная пешка · b4 белая пешка · c1 белая ладья | h8 чёрная ладья · d7 чёрный король · b6 белый король · b5 чёрная пешка · b4 белая пешка · c1 белая ладья | h8 чёрная ладья · d7 чёрный король · b6 белый король · b5 чёрная пешка · b4 белая пешка · c1 белая ладья | h8 чёрная ладья · d7 чёрный король · b6 белый король · b5 чёрная пешка · b4 белая пешка · c1 белая ладья | h8 чёрная ладья · d7 чёрный король · b6 белый король · b5 чёрная пешка · b4 белая пешка · c1 белая ладья | h8 чёрная ладья · d7 чёрный король · b6 белый король · b5 чёрная пешка · b4 белая пешка · c1 белая ладья | h8 чёрная ладья · d7 чёрный король · b6 белый король · b5 чёрная пешка · b4 белая пешка · c1 белая ладья | h8 чёрная ладья · d7 чёрный король · b6 белый король · b5 чёрная пешка · b4 белая пешка · c1 белая ладья | 3 |
| 2 | h8 чёрная ладья · d7 чёрный король · b6 белый король · b5 чёрная пешка · b4 белая пешка · c1 белая ладья | h8 чёрная ладья · d7 чёрный король · b6 белый король · b5 чёрная пешка · b4 белая пешка · c1 белая ладья | h8 чёрная ладья · d7 чёрный король · b6 белый король · b5 чёрная пешка · b4 белая пешка · c1 белая ладья | h8 чёрная ладья · d7 чёрный король · b6 белый король · b5 чёрная пешка · b4 белая пешка · c1 белая ладья | h8 чёрная ладья · d7 чёрный король · b6 белый король · b5 чёрная пешка · b4 белая пешка · c1 белая ладья | h8 чёрная ладья · d7 чёрный король · b6 белый король · b5 чёрная пешка · b4 белая пешка · c1 белая ладья | h8 чёрная ладья · d7 чёрный король · b6 белый король · b5 чёрная пешка · b4 белая пешка · c1 белая ладья | h8 чёрная ладья · d7 чёрный король · b6 белый король · b5 чёрная пешка · b4 белая пешка · c1 белая ладья | 2 |
| 1 | h8 чёрная ладья · d7 чёрный король · b6 белый король · b5 чёрная пешка · b4 белая пешка · c1 белая ладья | h8 чёрная ладья · d7 чёрный король · b6 белый король · b5 чёрная пешка · b4 белая пешка · c1 белая ладья | h8 чёрная ладья · d7 чёрный король · b6 белый король · b5 чёрная пешка · b4 белая пешка · c1 белая ладья | h8 чёрная ладья · d7 чёрный король · b6 белый король · b5 чёрная пешка · b4 белая пешка · c1 белая ладья | h8 чёрная ладья · d7 чёрный король · b6 белый король · b5 чёрная пешка · b4 белая пешка · c1 белая ладья | h8 чёрная ладья · d7 чёрный король · b6 белый король · b5 чёрная пешка · b4 белая пешка · c1 белая ладья | h8 чёрная ладья · d7 чёрный король · b6 белый король · b5 чёрная пешка · b4 белая пешка · c1 белая ладья | h8 чёрная ладья · d7 чёрный король · b6 белый король · b5 чёрная пешка · b4 белая пешка · c1 белая ладья | 1 |
|   | a | b | c | d | e | f | g | h |   |

В этой с виду несложной позиции С. Глигорич упустил хитрый способ добиться выигрышного эндшпиля «ладья с пешкой против ладьи». Надо было сыграть 53.Лc7+! «Основная идея этого хода заключается в том, что чёрные не успевают поставить своего короля перед белой пешкой», — пишет Р. Фишер. Вот примерный вариант: 53…Крd6 (если 53…Крd8, то 54.Лc5 Крd7 55.Крb7 Крd6 56.Л:b5) 54.Лc6+ Крd7 (54…Крd5 55.Кр:b5 Лb8+ 56.Лb6) 55.Кр:b5 Лb8+ (55…Лh4 56.Лc1 Лh8 57.Крa6) 56.Лb6 Лh8 57.Лb7+ Крc8 58.Крa6 Лh6+ 59.Крa7 с выигрышем. Вместо этого белые сразу забрали пешку — 53.Кр:b5?, и после 53…Лb8+ 54.Крa4 Лa8+ 55.Крb3 Лc8 56.Л:c8 Кр:c8 57.Крc4 Крb8 была зафикисирована ничья, так как чёрные добились ничейной позиции, удерживая «дальнюю оппозицию».
|   | a | b | c | d | e | f | g | h |   |
| - | --- | --- | --- | --- | --- | --- | --- | --- | - |
| 8 | f7 чёрный король · g6 белая ладья · f5 белая пешка · h5 белая пешка · f4 белый король · a3 чёрная ладья | f7 чёрный король · g6 белая ладья · f5 белая пешка · h5 белая пешка · f4 белый король · a3 чёрная ладья | f7 чёрный король · g6 белая ладья · f5 белая пешка · h5 белая пешка · f4 белый король · a3 чёрная ладья | f7 чёрный король · g6 белая ладья · f5 белая пешка · h5 белая пешка · f4 белый король · a3 чёрная ладья | f7 чёрный король · g6 белая ладья · f5 белая пешка · h5 белая пешка · f4 белый король · a3 чёрная ладья | f7 чёрный король · g6 белая ладья · f5 белая пешка · h5 белая пешка · f4 белый король · a3 чёрная ладья | f7 чёрный король · g6 белая ладья · f5 белая пешка · h5 белая пешка · f4 белый король · a3 чёрная ладья | f7 чёрный король · g6 белая ладья · f5 белая пешка · h5 белая пешка · f4 белый король · a3 чёрная ладья | 8 |
| 7 | f7 чёрный король · g6 белая ладья · f5 белая пешка · h5 белая пешка · f4 белый король · a3 чёрная ладья | f7 чёрный король · g6 белая ладья · f5 белая пешка · h5 белая пешка · f4 белый король · a3 чёрная ладья | f7 чёрный король · g6 белая ладья · f5 белая пешка · h5 белая пешка · f4 белый король · a3 чёрная ладья | f7 чёрный король · g6 белая ладья · f5 белая пешка · h5 белая пешка · f4 белый король · a3 чёрная ладья | f7 чёрный король · g6 белая ладья · f5 белая пешка · h5 белая пешка · f4 белый король · a3 чёрная ладья | f7 чёрный король · g6 белая ладья · f5 белая пешка · h5 белая пешка · f4 белый король · a3 чёрная ладья | f7 чёрный король · g6 белая ладья · f5 белая пешка · h5 белая пешка · f4 белый король · a3 чёрная ладья | f7 чёрный король · g6 белая ладья · f5 белая пешка · h5 белая пешка · f4 белый король · a3 чёрная ладья | 7 |
| 6 | f7 чёрный король · g6 белая ладья · f5 белая пешка · h5 белая пешка · f4 белый король · a3 чёрная ладья | f7 чёрный король · g6 белая ладья · f5 белая пешка · h5 белая пешка · f4 белый король · a3 чёрная ладья | f7 чёрный король · g6 белая ладья · f5 белая пешка · h5 белая пешка · f4 белый король · a3 чёрная ладья | f7 чёрный король · g6 белая ладья · f5 белая пешка · h5 белая пешка · f4 белый король · a3 чёрная ладья | f7 чёрный король · g6 белая ладья · f5 белая пешка · h5 белая пешка · f4 белый король · a3 чёрная ладья | f7 чёрный король · g6 белая ладья · f5 белая пешка · h5 белая пешка · f4 белый король · a3 чёрная ладья | f7 чёрный король · g6 белая ладья · f5 белая пешка · h5 белая пешка · f4 белый король · a3 чёрная ладья | f7 чёрный король · g6 белая ладья · f5 белая пешка · h5 белая пешка · f4 белый король · a3 чёрная ладья | 6 |
| 5 | f7 чёрный король · g6 белая ладья · f5 белая пешка · h5 белая пешка · f4 белый король · a3 чёрная ладья | f7 чёрный король · g6 белая ладья · f5 белая пешка · h5 белая пешка · f4 белый король · a3 чёрная ладья | f7 чёрный король · g6 белая ладья · f5 белая пешка · h5 белая пешка · f4 белый король · a3 чёрная ладья | f7 чёрный король · g6 белая ладья · f5 белая пешка · h5 белая пешка · f4 белый король · a3 чёрная ладья | f7 чёрный король · g6 белая ладья · f5 белая пешка · h5 белая пешка · f4 белый король · a3 чёрная ладья | f7 чёрный король · g6 белая ладья · f5 белая пешка · h5 белая пешка · f4 белый король · a3 чёрная ладья | f7 чёрный король · g6 белая ладья · f5 белая пешка · h5 белая пешка · f4 белый король · a3 чёрная ладья | f7 чёрный король · g6 белая ладья · f5 белая пешка · h5 белая пешка · f4 белый король · a3 чёрная ладья | 5 |
| 4 | f7 чёрный король · g6 белая ладья · f5 белая пешка · h5 белая пешка · f4 белый король · a3 чёрная ладья | f7 чёрный король · g6 белая ладья · f5 белая пешка · h5 белая пешка · f4 белый король · a3 чёрная ладья | f7 чёрный король · g6 белая ладья · f5 белая пешка · h5 белая пешка · f4 белый король · a3 чёрная ладья | f7 чёрный король · g6 белая ладья · f5 белая пешка · h5 белая пешка · f4 белый король · a3 чёрная ладья | f7 чёрный король · g6 белая ладья · f5 белая пешка · h5 белая пешка · f4 белый король · a3 чёрная ладья | f7 чёрный король · g6 белая ладья · f5 белая пешка · h5 белая пешка · f4 белый король · a3 чёрная ладья | f7 чёрный король · g6 белая ладья · f5 белая пешка · h5 белая пешка · f4 белый король · a3 чёрная ладья | f7 чёрный король · g6 белая ладья · f5 белая пешка · h5 белая пешка · f4 белый король · a3 чёрная ладья | 4 |
| 3 | f7 чёрный король · g6 белая ладья · f5 белая пешка · h5 белая пешка · f4 белый король · a3 чёрная ладья | f7 чёрный король · g6 белая ладья · f5 белая пешка · h5 белая пешка · f4 белый король · a3 чёрная ладья | f7 чёрный король · g6 белая ладья · f5 белая пешка · h5 белая пешка · f4 белый король · a3 чёрная ладья | f7 чёрный король · g6 белая ладья · f5 белая пешка · h5 белая пешка · f4 белый король · a3 чёрная ладья | f7 чёрный король · g6 белая ладья · f5 белая пешка · h5 белая пешка · f4 белый король · a3 чёрная ладья | f7 чёрный король · g6 белая ладья · f5 белая пешка · h5 белая пешка · f4 белый король · a3 чёрная ладья | f7 чёрный король · g6 белая ладья · f5 белая пешка · h5 белая пешка · f4 белый король · a3 чёрная ладья | f7 чёрный король · g6 белая ладья · f5 белая пешка · h5 белая пешка · f4 белый король · a3 чёрная ладья | 3 |
| 2 | f7 чёрный король · g6 белая ладья · f5 белая пешка · h5 белая пешка · f4 белый король · a3 чёрная ладья | f7 чёрный король · g6 белая ладья · f5 белая пешка · h5 белая пешка · f4 белый король · a3 чёрная ладья | f7 чёрный король · g6 белая ладья · f5 белая пешка · h5 белая пешка · f4 белый король · a3 чёрная ладья | f7 чёрный король · g6 белая ладья · f5 белая пешка · h5 белая пешка · f4 белый король · a3 чёрная ладья | f7 чёрный король · g6 белая ладья · f5 белая пешка · h5 белая пешка · f4 белый король · a3 чёрная ладья | f7 чёрный король · g6 белая ладья · f5 белая пешка · h5 белая пешка · f4 белый король · a3 чёрная ладья | f7 чёрный король · g6 белая ладья · f5 белая пешка · h5 белая пешка · f4 белый король · a3 чёрная ладья | f7 чёрный король · g6 белая ладья · f5 белая пешка · h5 белая пешка · f4 белый король · a3 чёрная ладья | 2 |
| 1 | f7 чёрный король · g6 белая ладья · f5 белая пешка · h5 белая пешка · f4 белый король · a3 чёрная ладья | f7 чёрный король · g6 белая ладья · f5 белая пешка · h5 белая пешка · f4 белый король · a3 чёрная ладья | f7 чёрный король · g6 белая ладья · f5 белая пешка · h5 белая пешка · f4 белый король · a3 чёрная ладья | f7 чёрный король · g6 белая ладья · f5 белая пешка · h5 белая пешка · f4 белый король · a3 чёрная ладья | f7 чёрный король · g6 белая ладья · f5 белая пешка · h5 белая пешка · f4 белый король · a3 чёрная ладья | f7 чёрный король · g6 белая ладья · f5 белая пешка · h5 белая пешка · f4 белый король · a3 чёрная ладья | f7 чёрный король · g6 белая ладья · f5 белая пешка · h5 белая пешка · f4 белый король · a3 чёрная ладья | f7 чёрный король · g6 белая ладья · f5 белая пешка · h5 белая пешка · f4 белый король · a3 чёрная ладья | 1 |
|   | a | b | c | d | e | f | g | h |   |

«Ладья с ладейной и слоновой пешками против ладьи» (ладья с пешками «f» и «h») — известное в теории ничейное окончание, хотя и достаточно сложное. Слабейшая сторона делает ничью, если её король не отрезан на последней горизонтали. Защита в этом окончании требует большой точности. В позиции на диаграмме последовало: 1…Лa1 2.h6 Лf1+ 3.Крe5 Лe1+ 4.Крd6 Лf1 5.h7 Лh1 6.Лe6 Лd1+ 7.Крc7 Крg7! (проигрывает 7…Лh1 8.Крd7 Лd1+ 9.Лd6 Лh1 10.Крd8) 8.Лd6 Лf1 9.f6+ Кр:h7 10.Крd8 Крg6 11.Крe7 Лf3 12.Лa6 Лf2. Ничья.
|   | a | b | c | d | e | f | g | h |   |
| - | --- | --- | --- | --- | --- | --- | --- | --- | - |
| 8 | a8 чёрная ладья · f6 чёрный король · h4 белая пешка · a3 белая пешка · b3 белая ладья · g3 белый король | a8 чёрная ладья · f6 чёрный король · h4 белая пешка · a3 белая пешка · b3 белая ладья · g3 белый король | a8 чёрная ладья · f6 чёрный король · h4 белая пешка · a3 белая пешка · b3 белая ладья · g3 белый король | a8 чёрная ладья · f6 чёрный король · h4 белая пешка · a3 белая пешка · b3 белая ладья · g3 белый король | a8 чёрная ладья · f6 чёрный король · h4 белая пешка · a3 белая пешка · b3 белая ладья · g3 белый король | a8 чёрная ладья · f6 чёрный король · h4 белая пешка · a3 белая пешка · b3 белая ладья · g3 белый король | a8 чёрная ладья · f6 чёрный король · h4 белая пешка · a3 белая пешка · b3 белая ладья · g3 белый король | a8 чёрная ладья · f6 чёрный король · h4 белая пешка · a3 белая пешка · b3 белая ладья · g3 белый король | 8 |
| 7 | a8 чёрная ладья · f6 чёрный король · h4 белая пешка · a3 белая пешка · b3 белая ладья · g3 белый король | a8 чёрная ладья · f6 чёрный король · h4 белая пешка · a3 белая пешка · b3 белая ладья · g3 белый король | a8 чёрная ладья · f6 чёрный король · h4 белая пешка · a3 белая пешка · b3 белая ладья · g3 белый король | a8 чёрная ладья · f6 чёрный король · h4 белая пешка · a3 белая пешка · b3 белая ладья · g3 белый король | a8 чёрная ладья · f6 чёрный король · h4 белая пешка · a3 белая пешка · b3 белая ладья · g3 белый король | a8 чёрная ладья · f6 чёрный король · h4 белая пешка · a3 белая пешка · b3 белая ладья · g3 белый король | a8 чёрная ладья · f6 чёрный король · h4 белая пешка · a3 белая пешка · b3 белая ладья · g3 белый король | a8 чёрная ладья · f6 чёрный король · h4 белая пешка · a3 белая пешка · b3 белая ладья · g3 белый король | 7 |
| 6 | a8 чёрная ладья · f6 чёрный король · h4 белая пешка · a3 белая пешка · b3 белая ладья · g3 белый король | a8 чёрная ладья · f6 чёрный король · h4 белая пешка · a3 белая пешка · b3 белая ладья · g3 белый король | a8 чёрная ладья · f6 чёрный король · h4 белая пешка · a3 белая пешка · b3 белая ладья · g3 белый король | a8 чёрная ладья · f6 чёрный король · h4 белая пешка · a3 белая пешка · b3 белая ладья · g3 белый король | a8 чёрная ладья · f6 чёрный король · h4 белая пешка · a3 белая пешка · b3 белая ладья · g3 белый король | a8 чёрная ладья · f6 чёрный король · h4 белая пешка · a3 белая пешка · b3 белая ладья · g3 белый король | a8 чёрная ладья · f6 чёрный король · h4 белая пешка · a3 белая пешка · b3 белая ладья · g3 белый король | a8 чёрная ладья · f6 чёрный король · h4 белая пешка · a3 белая пешка · b3 белая ладья · g3 белый король | 6 |
| 5 | a8 чёрная ладья · f6 чёрный король · h4 белая пешка · a3 белая пешка · b3 белая ладья · g3 белый король | a8 чёрная ладья · f6 чёрный король · h4 белая пешка · a3 белая пешка · b3 белая ладья · g3 белый король | a8 чёрная ладья · f6 чёрный король · h4 белая пешка · a3 белая пешка · b3 белая ладья · g3 белый король | a8 чёрная ладья · f6 чёрный король · h4 белая пешка · a3 белая пешка · b3 белая ладья · g3 белый король | a8 чёрная ладья · f6 чёрный король · h4 белая пешка · a3 белая пешка · b3 белая ладья · g3 белый король | a8 чёрная ладья · f6 чёрный король · h4 белая пешка · a3 белая пешка · b3 белая ладья · g3 белый король | a8 чёрная ладья · f6 чёрный король · h4 белая пешка · a3 белая пешка · b3 белая ладья · g3 белый король | a8 чёрная ладья · f6 чёрный король · h4 белая пешка · a3 белая пешка · b3 белая ладья · g3 белый король | 5 |
| 4 | a8 чёрная ладья · f6 чёрный король · h4 белая пешка · a3 белая пешка · b3 белая ладья · g3 белый король | a8 чёрная ладья · f6 чёрный король · h4 белая пешка · a3 белая пешка · b3 белая ладья · g3 белый король | a8 чёрная ладья · f6 чёрный король · h4 белая пешка · a3 белая пешка · b3 белая ладья · g3 белый король | a8 чёрная ладья · f6 чёрный король · h4 белая пешка · a3 белая пешка · b3 белая ладья · g3 белый король | a8 чёрная ладья · f6 чёрный король · h4 белая пешка · a3 белая пешка · b3 белая ладья · g3 белый король | a8 чёрная ладья · f6 чёрный король · h4 белая пешка · a3 белая пешка · b3 белая ладья · g3 белый король | a8 чёрная ладья · f6 чёрный король · h4 белая пешка · a3 белая пешка · b3 белая ладья · g3 белый король | a8 чёрная ладья · f6 чёрный король · h4 белая пешка · a3 белая пешка · b3 белая ладья · g3 белый король | 4 |
| 3 | a8 чёрная ладья · f6 чёрный король · h4 белая пешка · a3 белая пешка · b3 белая ладья · g3 белый король | a8 чёрная ладья · f6 чёрный король · h4 белая пешка · a3 белая пешка · b3 белая ладья · g3 белый король | a8 чёрная ладья · f6 чёрный король · h4 белая пешка · a3 белая пешка · b3 белая ладья · g3 белый король | a8 чёрная ладья · f6 чёрный король · h4 белая пешка · a3 белая пешка · b3 белая ладья · g3 белый король | a8 чёрная ладья · f6 чёрный король · h4 белая пешка · a3 белая пешка · b3 белая ладья · g3 белый король | a8 чёрная ладья · f6 чёрный король · h4 белая пешка · a3 белая пешка · b3 белая ладья · g3 белый король | a8 чёрная ладья · f6 чёрный король · h4 белая пешка · a3 белая пешка · b3 белая ладья · g3 белый король | a8 чёрная ладья · f6 чёрный король · h4 белая пешка · a3 белая пешка · b3 белая ладья · g3 белый король | 3 |
| 2 | a8 чёрная ладья · f6 чёрный король · h4 белая пешка · a3 белая пешка · b3 белая ладья · g3 белый король | a8 чёрная ладья · f6 чёрный король · h4 белая пешка · a3 белая пешка · b3 белая ладья · g3 белый король | a8 чёрная ладья · f6 чёрный король · h4 белая пешка · a3 белая пешка · b3 белая ладья · g3 белый король | a8 чёрная ладья · f6 чёрный король · h4 белая пешка · a3 белая пешка · b3 белая ладья · g3 белый король | a8 чёрная ладья · f6 чёрный король · h4 белая пешка · a3 белая пешка · b3 белая ладья · g3 белый король | a8 чёрная ладья · f6 чёрный король · h4 белая пешка · a3 белая пешка · b3 белая ладья · g3 белый король | a8 чёрная ладья · f6 чёрный король · h4 белая пешка · a3 белая пешка · b3 белая ладья · g3 белый король | a8 чёрная ладья · f6 чёрный король · h4 белая пешка · a3 белая пешка · b3 белая ладья · g3 белый король | 2 |
| 1 | a8 чёрная ладья · f6 чёрный король · h4 белая пешка · a3 белая пешка · b3 белая ладья · g3 белый король | a8 чёрная ладья · f6 чёрный король · h4 белая пешка · a3 белая пешка · b3 белая ладья · g3 белый король | a8 чёрная ладья · f6 чёрный король · h4 белая пешка · a3 белая пешка · b3 белая ладья · g3 белый король | a8 чёрная ладья · f6 чёрный король · h4 белая пешка · a3 белая пешка · b3 белая ладья · g3 белый король | a8 чёрная ладья · f6 чёрный король · h4 белая пешка · a3 белая пешка · b3 белая ладья · g3 белый король | a8 чёрная ладья · f6 чёрный король · h4 белая пешка · a3 белая пешка · b3 белая ладья · g3 белый король | a8 чёрная ладья · f6 чёрный король · h4 белая пешка · a3 белая пешка · b3 белая ладья · g3 белый король | a8 чёрная ладья · f6 чёрный король · h4 белая пешка · a3 белая пешка · b3 белая ладья · g3 белый король | 1 |
|   | a | b | c | d | e | f | g | h |   |

Когда у сильнейшей стороны две крайние пешки, слабейшая сторона тоже в ряде случаев делает ничью. Для этого нужны следующие условия: а) пешки ещё недалеко продвинуты; б) одну из пешек блокирует король, другую — ладья. В позиции на диаграмме последовало: 1…Лa4! Ход большой силы: ладья блокирует пешку «a», атакует пешку «h» и пресекает активную игру белого короля. 2.Лf3+ Крg6! (плохо 2…Крe6? 3.h5) 3.Крf2. Вынужденная жертва, ибо других путей у белых нет. Они надеются выиграть с помощью пешки «a». 3…Л:h4 4.Крe2 Лa4 5.Крd2 Лa6 6.Крc2 Лf6 7.Лd3 Крf7 8.Крb3 Крe7 9.Крb4 Лd6. Ничья. Однако, если позицию на диаграмме сдвинуть на ряд вверх, то белые уже побеждают, что легко проверить с помощью таблиц Налимова.
|   | a | b | c | d | e | f | g | h |   |
| - | --- | --- | --- | --- | --- | --- | --- | --- | - |
| 8 | g7 чёрная пешка · h7 чёрная пешка · a6 чёрная ладья · f6 чёрная пешка · g6 чёрный король · b4 белая ладья · e4 белая пешка · f3 белая пешка · g2 белая пешка · h2 белая пешка · g1 белый король | g7 чёрная пешка · h7 чёрная пешка · a6 чёрная ладья · f6 чёрная пешка · g6 чёрный король · b4 белая ладья · e4 белая пешка · f3 белая пешка · g2 белая пешка · h2 белая пешка · g1 белый король | g7 чёрная пешка · h7 чёрная пешка · a6 чёрная ладья · f6 чёрная пешка · g6 чёрный король · b4 белая ладья · e4 белая пешка · f3 белая пешка · g2 белая пешка · h2 белая пешка · g1 белый король | g7 чёрная пешка · h7 чёрная пешка · a6 чёрная ладья · f6 чёрная пешка · g6 чёрный король · b4 белая ладья · e4 белая пешка · f3 белая пешка · g2 белая пешка · h2 белая пешка · g1 белый король | g7 чёрная пешка · h7 чёрная пешка · a6 чёрная ладья · f6 чёрная пешка · g6 чёрный король · b4 белая ладья · e4 белая пешка · f3 белая пешка · g2 белая пешка · h2 белая пешка · g1 белый король | g7 чёрная пешка · h7 чёрная пешка · a6 чёрная ладья · f6 чёрная пешка · g6 чёрный король · b4 белая ладья · e4 белая пешка · f3 белая пешка · g2 белая пешка · h2 белая пешка · g1 белый король | g7 чёрная пешка · h7 чёрная пешка · a6 чёрная ладья · f6 чёрная пешка · g6 чёрный король · b4 белая ладья · e4 белая пешка · f3 белая пешка · g2 белая пешка · h2 белая пешка · g1 белый король | g7 чёрная пешка · h7 чёрная пешка · a6 чёрная ладья · f6 чёрная пешка · g6 чёрный король · b4 белая ладья · e4 белая пешка · f3 белая пешка · g2 белая пешка · h2 белая пешка · g1 белый король | 8 |
| 7 | g7 чёрная пешка · h7 чёрная пешка · a6 чёрная ладья · f6 чёрная пешка · g6 чёрный король · b4 белая ладья · e4 белая пешка · f3 белая пешка · g2 белая пешка · h2 белая пешка · g1 белый король | g7 чёрная пешка · h7 чёрная пешка · a6 чёрная ладья · f6 чёрная пешка · g6 чёрный король · b4 белая ладья · e4 белая пешка · f3 белая пешка · g2 белая пешка · h2 белая пешка · g1 белый король | g7 чёрная пешка · h7 чёрная пешка · a6 чёрная ладья · f6 чёрная пешка · g6 чёрный король · b4 белая ладья · e4 белая пешка · f3 белая пешка · g2 белая пешка · h2 белая пешка · g1 белый король | g7 чёрная пешка · h7 чёрная пешка · a6 чёрная ладья · f6 чёрная пешка · g6 чёрный король · b4 белая ладья · e4 белая пешка · f3 белая пешка · g2 белая пешка · h2 белая пешка · g1 белый король | g7 чёрная пешка · h7 чёрная пешка · a6 чёрная ладья · f6 чёрная пешка · g6 чёрный король · b4 белая ладья · e4 белая пешка · f3 белая пешка · g2 белая пешка · h2 белая пешка · g1 белый король | g7 чёрная пешка · h7 чёрная пешка · a6 чёрная ладья · f6 чёрная пешка · g6 чёрный король · b4 белая ладья · e4 белая пешка · f3 белая пешка · g2 белая пешка · h2 белая пешка · g1 белый король | g7 чёрная пешка · h7 чёрная пешка · a6 чёрная ладья · f6 чёрная пешка · g6 чёрный король · b4 белая ладья · e4 белая пешка · f3 белая пешка · g2 белая пешка · h2 белая пешка · g1 белый король | g7 чёрная пешка · h7 чёрная пешка · a6 чёрная ладья · f6 чёрная пешка · g6 чёрный король · b4 белая ладья · e4 белая пешка · f3 белая пешка · g2 белая пешка · h2 белая пешка · g1 белый король | 7 |
| 6 | g7 чёрная пешка · h7 чёрная пешка · a6 чёрная ладья · f6 чёрная пешка · g6 чёрный король · b4 белая ладья · e4 белая пешка · f3 белая пешка · g2 белая пешка · h2 белая пешка · g1 белый король | g7 чёрная пешка · h7 чёрная пешка · a6 чёрная ладья · f6 чёрная пешка · g6 чёрный король · b4 белая ладья · e4 белая пешка · f3 белая пешка · g2 белая пешка · h2 белая пешка · g1 белый король | g7 чёрная пешка · h7 чёрная пешка · a6 чёрная ладья · f6 чёрная пешка · g6 чёрный король · b4 белая ладья · e4 белая пешка · f3 белая пешка · g2 белая пешка · h2 белая пешка · g1 белый король | g7 чёрная пешка · h7 чёрная пешка · a6 чёрная ладья · f6 чёрная пешка · g6 чёрный король · b4 белая ладья · e4 белая пешка · f3 белая пешка · g2 белая пешка · h2 белая пешка · g1 белый король | g7 чёрная пешка · h7 чёрная пешка · a6 чёрная ладья · f6 чёрная пешка · g6 чёрный король · b4 белая ладья · e4 белая пешка · f3 белая пешка · g2 белая пешка · h2 белая пешка · g1 белый король | g7 чёрная пешка · h7 чёрная пешка · a6 чёрная ладья · f6 чёрная пешка · g6 чёрный король · b4 белая ладья · e4 белая пешка · f3 белая пешка · g2 белая пешка · h2 белая пешка · g1 белый король | g7 чёрная пешка · h7 чёрная пешка · a6 чёрная ладья · f6 чёрная пешка · g6 чёрный король · b4 белая ладья · e4 белая пешка · f3 белая пешка · g2 белая пешка · h2 белая пешка · g1 белый король | g7 чёрная пешка · h7 чёрная пешка · a6 чёрная ладья · f6 чёрная пешка · g6 чёрный король · b4 белая ладья · e4 белая пешка · f3 белая пешка · g2 белая пешка · h2 белая пешка · g1 белый король | 6 |
| 5 | g7 чёрная пешка · h7 чёрная пешка · a6 чёрная ладья · f6 чёрная пешка · g6 чёрный король · b4 белая ладья · e4 белая пешка · f3 белая пешка · g2 белая пешка · h2 белая пешка · g1 белый король | g7 чёрная пешка · h7 чёрная пешка · a6 чёрная ладья · f6 чёрная пешка · g6 чёрный король · b4 белая ладья · e4 белая пешка · f3 белая пешка · g2 белая пешка · h2 белая пешка · g1 белый король | g7 чёрная пешка · h7 чёрная пешка · a6 чёрная ладья · f6 чёрная пешка · g6 чёрный король · b4 белая ладья · e4 белая пешка · f3 белая пешка · g2 белая пешка · h2 белая пешка · g1 белый король | g7 чёрная пешка · h7 чёрная пешка · a6 чёрная ладья · f6 чёрная пешка · g6 чёрный король · b4 белая ладья · e4 белая пешка · f3 белая пешка · g2 белая пешка · h2 белая пешка · g1 белый король | g7 чёрная пешка · h7 чёрная пешка · a6 чёрная ладья · f6 чёрная пешка · g6 чёрный король · b4 белая ладья · e4 белая пешка · f3 белая пешка · g2 белая пешка · h2 белая пешка · g1 белый король | g7 чёрная пешка · h7 чёрная пешка · a6 чёрная ладья · f6 чёрная пешка · g6 чёрный король · b4 белая ладья · e4 белая пешка · f3 белая пешка · g2 белая пешка · h2 белая пешка · g1 белый король | g7 чёрная пешка · h7 чёрная пешка · a6 чёрная ладья · f6 чёрная пешка · g6 чёрный король · b4 белая ладья · e4 белая пешка · f3 белая пешка · g2 белая пешка · h2 белая пешка · g1 белый король | g7 чёрная пешка · h7 чёрная пешка · a6 чёрная ладья · f6 чёрная пешка · g6 чёрный король · b4 белая ладья · e4 белая пешка · f3 белая пешка · g2 белая пешка · h2 белая пешка · g1 белый король | 5 |
| 4 | g7 чёрная пешка · h7 чёрная пешка · a6 чёрная ладья · f6 чёрная пешка · g6 чёрный король · b4 белая ладья · e4 белая пешка · f3 белая пешка · g2 белая пешка · h2 белая пешка · g1 белый король | g7 чёрная пешка · h7 чёрная пешка · a6 чёрная ладья · f6 чёрная пешка · g6 чёрный король · b4 белая ладья · e4 белая пешка · f3 белая пешка · g2 белая пешка · h2 белая пешка · g1 белый король | g7 чёрная пешка · h7 чёрная пешка · a6 чёрная ладья · f6 чёрная пешка · g6 чёрный король · b4 белая ладья · e4 белая пешка · f3 белая пешка · g2 белая пешка · h2 белая пешка · g1 белый король | g7 чёрная пешка · h7 чёрная пешка · a6 чёрная ладья · f6 чёрная пешка · g6 чёрный король · b4 белая ладья · e4 белая пешка · f3 белая пешка · g2 белая пешка · h2 белая пешка · g1 белый король | g7 чёрная пешка · h7 чёрная пешка · a6 чёрная ладья · f6 чёрная пешка · g6 чёрный король · b4 белая ладья · e4 белая пешка · f3 белая пешка · g2 белая пешка · h2 белая пешка · g1 белый король | g7 чёрная пешка · h7 чёрная пешка · a6 чёрная ладья · f6 чёрная пешка · g6 чёрный король · b4 белая ладья · e4 белая пешка · f3 белая пешка · g2 белая пешка · h2 белая пешка · g1 белый король | g7 чёрная пешка · h7 чёрная пешка · a6 чёрная ладья · f6 чёрная пешка · g6 чёрный король · b4 белая ладья · e4 белая пешка · f3 белая пешка · g2 белая пешка · h2 белая пешка · g1 белый король | g7 чёрная пешка · h7 чёрная пешка · a6 чёрная ладья · f6 чёрная пешка · g6 чёрный король · b4 белая ладья · e4 белая пешка · f3 белая пешка · g2 белая пешка · h2 белая пешка · g1 белый король | 4 |
| 3 | g7 чёрная пешка · h7 чёрная пешка · a6 чёрная ладья · f6 чёрная пешка · g6 чёрный король · b4 белая ладья · e4 белая пешка · f3 белая пешка · g2 белая пешка · h2 белая пешка · g1 белый король | g7 чёрная пешка · h7 чёрная пешка · a6 чёрная ладья · f6 чёрная пешка · g6 чёрный король · b4 белая ладья · e4 белая пешка · f3 белая пешка · g2 белая пешка · h2 белая пешка · g1 белый король | g7 чёрная пешка · h7 чёрная пешка · a6 чёрная ладья · f6 чёрная пешка · g6 чёрный король · b4 белая ладья · e4 белая пешка · f3 белая пешка · g2 белая пешка · h2 белая пешка · g1 белый король | g7 чёрная пешка · h7 чёрная пешка · a6 чёрная ладья · f6 чёрная пешка · g6 чёрный король · b4 белая ладья · e4 белая пешка · f3 белая пешка · g2 белая пешка · h2 белая пешка · g1 белый король | g7 чёрная пешка · h7 чёрная пешка · a6 чёрная ладья · f6 чёрная пешка · g6 чёрный король · b4 белая ладья · e4 белая пешка · f3 белая пешка · g2 белая пешка · h2 белая пешка · g1 белый король | g7 чёрная пешка · h7 чёрная пешка · a6 чёрная ладья · f6 чёрная пешка · g6 чёрный король · b4 белая ладья · e4 белая пешка · f3 белая пешка · g2 белая пешка · h2 белая пешка · g1 белый король | g7 чёрная пешка · h7 чёрная пешка · a6 чёрная ладья · f6 чёрная пешка · g6 чёрный король · b4 белая ладья · e4 белая пешка · f3 белая пешка · g2 белая пешка · h2 белая пешка · g1 белый король | g7 чёрная пешка · h7 чёрная пешка · a6 чёрная ладья · f6 чёрная пешка · g6 чёрный король · b4 белая ладья · e4 белая пешка · f3 белая пешка · g2 белая пешка · h2 белая пешка · g1 белый король | 3 |
| 2 | g7 чёрная пешка · h7 чёрная пешка · a6 чёрная ладья · f6 чёрная пешка · g6 чёрный король · b4 белая ладья · e4 белая пешка · f3 белая пешка · g2 белая пешка · h2 белая пешка · g1 белый король | g7 чёрная пешка · h7 чёрная пешка · a6 чёрная ладья · f6 чёрная пешка · g6 чёрный король · b4 белая ладья · e4 белая пешка · f3 белая пешка · g2 белая пешка · h2 белая пешка · g1 белый король | g7 чёрная пешка · h7 чёрная пешка · a6 чёрная ладья · f6 чёрная пешка · g6 чёрный король · b4 белая ладья · e4 белая пешка · f3 белая пешка · g2 белая пешка · h2 белая пешка · g1 белый король | g7 чёрная пешка · h7 чёрная пешка · a6 чёрная ладья · f6 чёрная пешка · g6 чёрный король · b4 белая ладья · e4 белая пешка · f3 белая пешка · g2 белая пешка · h2 белая пешка · g1 белый король | g7 чёрная пешка · h7 чёрная пешка · a6 чёрная ладья · f6 чёрная пешка · g6 чёрный король · b4 белая ладья · e4 белая пешка · f3 белая пешка · g2 белая пешка · h2 белая пешка · g1 белый король | g7 чёрная пешка · h7 чёрная пешка · a6 чёрная ладья · f6 чёрная пешка · g6 чёрный король · b4 белая ладья · e4 белая пешка · f3 белая пешка · g2 белая пешка · h2 белая пешка · g1 белый король | g7 чёрная пешка · h7 чёрная пешка · a6 чёрная ладья · f6 чёрная пешка · g6 чёрный король · b4 белая ладья · e4 белая пешка · f3 белая пешка · g2 белая пешка · h2 белая пешка · g1 белый король | g7 чёрная пешка · h7 чёрная пешка · a6 чёрная ладья · f6 чёрная пешка · g6 чёрный король · b4 белая ладья · e4 белая пешка · f3 белая пешка · g2 белая пешка · h2 белая пешка · g1 белый король | 2 |
| 1 | g7 чёрная пешка · h7 чёрная пешка · a6 чёрная ладья · f6 чёрная пешка · g6 чёрный король · b4 белая ладья · e4 белая пешка · f3 белая пешка · g2 белая пешка · h2 белая пешка · g1 белый король | g7 чёрная пешка · h7 чёрная пешка · a6 чёрная ладья · f6 чёрная пешка · g6 чёрный король · b4 белая ладья · e4 белая пешка · f3 белая пешка · g2 белая пешка · h2 белая пешка · g1 белый король | g7 чёрная пешка · h7 чёрная пешка · a6 чёрная ладья · f6 чёрная пешка · g6 чёрный король · b4 белая ладья · e4 белая пешка · f3 белая пешка · g2 белая пешка · h2 белая пешка · g1 белый король | g7 чёрная пешка · h7 чёрная пешка · a6 чёрная ладья · f6 чёрная пешка · g6 чёрный король · b4 белая ладья · e4 белая пешка · f3 белая пешка · g2 белая пешка · h2 белая пешка · g1 белый король | g7 чёрная пешка · h7 чёрная пешка · a6 чёрная ладья · f6 чёрная пешка · g6 чёрный король · b4 белая ладья · e4 белая пешка · f3 белая пешка · g2 белая пешка · h2 белая пешка · g1 белый король | g7 чёрная пешка · h7 чёрная пешка · a6 чёрная ладья · f6 чёрная пешка · g6 чёрный король · b4 белая ладья · e4 белая пешка · f3 белая пешка · g2 белая пешка · h2 белая пешка · g1 белый король | g7 чёрная пешка · h7 чёрная пешка · a6 чёрная ладья · f6 чёрная пешка · g6 чёрный король · b4 белая ладья · e4 белая пешка · f3 белая пешка · g2 белая пешка · h2 белая пешка · g1 белый король | g7 чёрная пешка · h7 чёрная пешка · a6 чёрная ладья · f6 чёрная пешка · g6 чёрный король · b4 белая ладья · e4 белая пешка · f3 белая пешка · g2 белая пешка · h2 белая пешка · g1 белый король | 1 |
|   | a | b | c | d | e | f | g | h |   |

На диаграмме — одна из типичных ничейных позиций: четыре пешки против трёх на одном фланге. При правильной защите перевес сильнейшей стороны не реализуется. Оценка не изменится, если будет, например, три пешки против двух.
|   | a | b | c | d | e | f | g | h |   |
| - | --- | --- | --- | --- | --- | --- | --- | --- | - |
| 8 | f7 чёрная пешка · g7 чёрный король · a6 чёрная ладья · g6 чёрная пешка · h6 чёрная пешка · a5 белая пешка · d4 белая ладья · h4 белая пешка · g3 белая пешка · f2 белая пешка · g2 белый король | f7 чёрная пешка · g7 чёрный король · a6 чёрная ладья · g6 чёрная пешка · h6 чёрная пешка · a5 белая пешка · d4 белая ладья · h4 белая пешка · g3 белая пешка · f2 белая пешка · g2 белый король | f7 чёрная пешка · g7 чёрный король · a6 чёрная ладья · g6 чёрная пешка · h6 чёрная пешка · a5 белая пешка · d4 белая ладья · h4 белая пешка · g3 белая пешка · f2 белая пешка · g2 белый король | f7 чёрная пешка · g7 чёрный король · a6 чёрная ладья · g6 чёрная пешка · h6 чёрная пешка · a5 белая пешка · d4 белая ладья · h4 белая пешка · g3 белая пешка · f2 белая пешка · g2 белый король | f7 чёрная пешка · g7 чёрный король · a6 чёрная ладья · g6 чёрная пешка · h6 чёрная пешка · a5 белая пешка · d4 белая ладья · h4 белая пешка · g3 белая пешка · f2 белая пешка · g2 белый король | f7 чёрная пешка · g7 чёрный король · a6 чёрная ладья · g6 чёрная пешка · h6 чёрная пешка · a5 белая пешка · d4 белая ладья · h4 белая пешка · g3 белая пешка · f2 белая пешка · g2 белый король | f7 чёрная пешка · g7 чёрный король · a6 чёрная ладья · g6 чёрная пешка · h6 чёрная пешка · a5 белая пешка · d4 белая ладья · h4 белая пешка · g3 белая пешка · f2 белая пешка · g2 белый король | f7 чёрная пешка · g7 чёрный король · a6 чёрная ладья · g6 чёрная пешка · h6 чёрная пешка · a5 белая пешка · d4 белая ладья · h4 белая пешка · g3 белая пешка · f2 белая пешка · g2 белый король | 8 |
| 7 | f7 чёрная пешка · g7 чёрный король · a6 чёрная ладья · g6 чёрная пешка · h6 чёрная пешка · a5 белая пешка · d4 белая ладья · h4 белая пешка · g3 белая пешка · f2 белая пешка · g2 белый король | f7 чёрная пешка · g7 чёрный король · a6 чёрная ладья · g6 чёрная пешка · h6 чёрная пешка · a5 белая пешка · d4 белая ладья · h4 белая пешка · g3 белая пешка · f2 белая пешка · g2 белый король | f7 чёрная пешка · g7 чёрный король · a6 чёрная ладья · g6 чёрная пешка · h6 чёрная пешка · a5 белая пешка · d4 белая ладья · h4 белая пешка · g3 белая пешка · f2 белая пешка · g2 белый король | f7 чёрная пешка · g7 чёрный король · a6 чёрная ладья · g6 чёрная пешка · h6 чёрная пешка · a5 белая пешка · d4 белая ладья · h4 белая пешка · g3 белая пешка · f2 белая пешка · g2 белый король | f7 чёрная пешка · g7 чёрный король · a6 чёрная ладья · g6 чёрная пешка · h6 чёрная пешка · a5 белая пешка · d4 белая ладья · h4 белая пешка · g3 белая пешка · f2 белая пешка · g2 белый король | f7 чёрная пешка · g7 чёрный король · a6 чёрная ладья · g6 чёрная пешка · h6 чёрная пешка · a5 белая пешка · d4 белая ладья · h4 белая пешка · g3 белая пешка · f2 белая пешка · g2 белый король | f7 чёрная пешка · g7 чёрный король · a6 чёрная ладья · g6 чёрная пешка · h6 чёрная пешка · a5 белая пешка · d4 белая ладья · h4 белая пешка · g3 белая пешка · f2 белая пешка · g2 белый король | f7 чёрная пешка · g7 чёрный король · a6 чёрная ладья · g6 чёрная пешка · h6 чёрная пешка · a5 белая пешка · d4 белая ладья · h4 белая пешка · g3 белая пешка · f2 белая пешка · g2 белый король | 7 |
| 6 | f7 чёрная пешка · g7 чёрный король · a6 чёрная ладья · g6 чёрная пешка · h6 чёрная пешка · a5 белая пешка · d4 белая ладья · h4 белая пешка · g3 белая пешка · f2 белая пешка · g2 белый король | f7 чёрная пешка · g7 чёрный король · a6 чёрная ладья · g6 чёрная пешка · h6 чёрная пешка · a5 белая пешка · d4 белая ладья · h4 белая пешка · g3 белая пешка · f2 белая пешка · g2 белый король | f7 чёрная пешка · g7 чёрный король · a6 чёрная ладья · g6 чёрная пешка · h6 чёрная пешка · a5 белая пешка · d4 белая ладья · h4 белая пешка · g3 белая пешка · f2 белая пешка · g2 белый король | f7 чёрная пешка · g7 чёрный король · a6 чёрная ладья · g6 чёрная пешка · h6 чёрная пешка · a5 белая пешка · d4 белая ладья · h4 белая пешка · g3 белая пешка · f2 белая пешка · g2 белый король | f7 чёрная пешка · g7 чёрный король · a6 чёрная ладья · g6 чёрная пешка · h6 чёрная пешка · a5 белая пешка · d4 белая ладья · h4 белая пешка · g3 белая пешка · f2 белая пешка · g2 белый король | f7 чёрная пешка · g7 чёрный король · a6 чёрная ладья · g6 чёрная пешка · h6 чёрная пешка · a5 белая пешка · d4 белая ладья · h4 белая пешка · g3 белая пешка · f2 белая пешка · g2 белый король | f7 чёрная пешка · g7 чёрный король · a6 чёрная ладья · g6 чёрная пешка · h6 чёрная пешка · a5 белая пешка · d4 белая ладья · h4 белая пешка · g3 белая пешка · f2 белая пешка · g2 белый король | f7 чёрная пешка · g7 чёрный король · a6 чёрная ладья · g6 чёрная пешка · h6 чёрная пешка · a5 белая пешка · d4 белая ладья · h4 белая пешка · g3 белая пешка · f2 белая пешка · g2 белый король | 6 |
| 5 | f7 чёрная пешка · g7 чёрный король · a6 чёрная ладья · g6 чёрная пешка · h6 чёрная пешка · a5 белая пешка · d4 белая ладья · h4 белая пешка · g3 белая пешка · f2 белая пешка · g2 белый король | f7 чёрная пешка · g7 чёрный король · a6 чёрная ладья · g6 чёрная пешка · h6 чёрная пешка · a5 белая пешка · d4 белая ладья · h4 белая пешка · g3 белая пешка · f2 белая пешка · g2 белый король | f7 чёрная пешка · g7 чёрный король · a6 чёрная ладья · g6 чёрная пешка · h6 чёрная пешка · a5 белая пешка · d4 белая ладья · h4 белая пешка · g3 белая пешка · f2 белая пешка · g2 белый король | f7 чёрная пешка · g7 чёрный король · a6 чёрная ладья · g6 чёрная пешка · h6 чёрная пешка · a5 белая пешка · d4 белая ладья · h4 белая пешка · g3 белая пешка · f2 белая пешка · g2 белый король | f7 чёрная пешка · g7 чёрный король · a6 чёрная ладья · g6 чёрная пешка · h6 чёрная пешка · a5 белая пешка · d4 белая ладья · h4 белая пешка · g3 белая пешка · f2 белая пешка · g2 белый король | f7 чёрная пешка · g7 чёрный король · a6 чёрная ладья · g6 чёрная пешка · h6 чёрная пешка · a5 белая пешка · d4 белая ладья · h4 белая пешка · g3 белая пешка · f2 белая пешка · g2 белый король | f7 чёрная пешка · g7 чёрный король · a6 чёрная ладья · g6 чёрная пешка · h6 чёрная пешка · a5 белая пешка · d4 белая ладья · h4 белая пешка · g3 белая пешка · f2 белая пешка · g2 белый король | f7 чёрная пешка · g7 чёрный король · a6 чёрная ладья · g6 чёрная пешка · h6 чёрная пешка · a5 белая пешка · d4 белая ладья · h4 белая пешка · g3 белая пешка · f2 белая пешка · g2 белый король | 5 |
| 4 | f7 чёрная пешка · g7 чёрный король · a6 чёрная ладья · g6 чёрная пешка · h6 чёрная пешка · a5 белая пешка · d4 белая ладья · h4 белая пешка · g3 белая пешка · f2 белая пешка · g2 белый король | f7 чёрная пешка · g7 чёрный король · a6 чёрная ладья · g6 чёрная пешка · h6 чёрная пешка · a5 белая пешка · d4 белая ладья · h4 белая пешка · g3 белая пешка · f2 белая пешка · g2 белый король | f7 чёрная пешка · g7 чёрный король · a6 чёрная ладья · g6 чёрная пешка · h6 чёрная пешка · a5 белая пешка · d4 белая ладья · h4 белая пешка · g3 белая пешка · f2 белая пешка · g2 белый король | f7 чёрная пешка · g7 чёрный король · a6 чёрная ладья · g6 чёрная пешка · h6 чёрная пешка · a5 белая пешка · d4 белая ладья · h4 белая пешка · g3 белая пешка · f2 белая пешка · g2 белый король | f7 чёрная пешка · g7 чёрный король · a6 чёрная ладья · g6 чёрная пешка · h6 чёрная пешка · a5 белая пешка · d4 белая ладья · h4 белая пешка · g3 белая пешка · f2 белая пешка · g2 белый король | f7 чёрная пешка · g7 чёрный король · a6 чёрная ладья · g6 чёрная пешка · h6 чёрная пешка · a5 белая пешка · d4 белая ладья · h4 белая пешка · g3 белая пешка · f2 белая пешка · g2 белый король | f7 чёрная пешка · g7 чёрный король · a6 чёрная ладья · g6 чёрная пешка · h6 чёрная пешка · a5 белая пешка · d4 белая ладья · h4 белая пешка · g3 белая пешка · f2 белая пешка · g2 белый король | f7 чёрная пешка · g7 чёрный король · a6 чёрная ладья · g6 чёрная пешка · h6 чёрная пешка · a5 белая пешка · d4 белая ладья · h4 белая пешка · g3 белая пешка · f2 белая пешка · g2 белый король | 4 |
| 3 | f7 чёрная пешка · g7 чёрный король · a6 чёрная ладья · g6 чёрная пешка · h6 чёрная пешка · a5 белая пешка · d4 белая ладья · h4 белая пешка · g3 белая пешка · f2 белая пешка · g2 белый король | f7 чёрная пешка · g7 чёрный король · a6 чёрная ладья · g6 чёрная пешка · h6 чёрная пешка · a5 белая пешка · d4 белая ладья · h4 белая пешка · g3 белая пешка · f2 белая пешка · g2 белый король | f7 чёрная пешка · g7 чёрный король · a6 чёрная ладья · g6 чёрная пешка · h6 чёрная пешка · a5 белая пешка · d4 белая ладья · h4 белая пешка · g3 белая пешка · f2 белая пешка · g2 белый король | f7 чёрная пешка · g7 чёрный король · a6 чёрная ладья · g6 чёрная пешка · h6 чёрная пешка · a5 белая пешка · d4 белая ладья · h4 белая пешка · g3 белая пешка · f2 белая пешка · g2 белый король | f7 чёрная пешка · g7 чёрный король · a6 чёрная ладья · g6 чёрная пешка · h6 чёрная пешка · a5 белая пешка · d4 белая ладья · h4 белая пешка · g3 белая пешка · f2 белая пешка · g2 белый король | f7 чёрная пешка · g7 чёрный король · a6 чёрная ладья · g6 чёрная пешка · h6 чёрная пешка · a5 белая пешка · d4 белая ладья · h4 белая пешка · g3 белая пешка · f2 белая пешка · g2 белый король | f7 чёрная пешка · g7 чёрный король · a6 чёрная ладья · g6 чёрная пешка · h6 чёрная пешка · a5 белая пешка · d4 белая ладья · h4 белая пешка · g3 белая пешка · f2 белая пешка · g2 белый король | f7 чёрная пешка · g7 чёрный король · a6 чёрная ладья · g6 чёрная пешка · h6 чёрная пешка · a5 белая пешка · d4 белая ладья · h4 белая пешка · g3 белая пешка · f2 белая пешка · g2 белый король | 3 |
| 2 | f7 чёрная пешка · g7 чёрный король · a6 чёрная ладья · g6 чёрная пешка · h6 чёрная пешка · a5 белая пешка · d4 белая ладья · h4 белая пешка · g3 белая пешка · f2 белая пешка · g2 белый король | f7 чёрная пешка · g7 чёрный король · a6 чёрная ладья · g6 чёрная пешка · h6 чёрная пешка · a5 белая пешка · d4 белая ладья · h4 белая пешка · g3 белая пешка · f2 белая пешка · g2 белый король | f7 чёрная пешка · g7 чёрный король · a6 чёрная ладья · g6 чёрная пешка · h6 чёрная пешка · a5 белая пешка · d4 белая ладья · h4 белая пешка · g3 белая пешка · f2 белая пешка · g2 белый король | f7 чёрная пешка · g7 чёрный король · a6 чёрная ладья · g6 чёрная пешка · h6 чёрная пешка · a5 белая пешка · d4 белая ладья · h4 белая пешка · g3 белая пешка · f2 белая пешка · g2 белый король | f7 чёрная пешка · g7 чёрный король · a6 чёрная ладья · g6 чёрная пешка · h6 чёрная пешка · a5 белая пешка · d4 белая ладья · h4 белая пешка · g3 белая пешка · f2 белая пешка · g2 белый король | f7 чёрная пешка · g7 чёрный король · a6 чёрная ладья · g6 чёрная пешка · h6 чёрная пешка · a5 белая пешка · d4 белая ладья · h4 белая пешка · g3 белая пешка · f2 белая пешка · g2 белый король | f7 чёрная пешка · g7 чёрный король · a6 чёрная ладья · g6 чёрная пешка · h6 чёрная пешка · a5 белая пешка · d4 белая ладья · h4 белая пешка · g3 белая пешка · f2 белая пешка · g2 белый король | f7 чёрная пешка · g7 чёрный король · a6 чёрная ладья · g6 чёрная пешка · h6 чёрная пешка · a5 белая пешка · d4 белая ладья · h4 белая пешка · g3 белая пешка · f2 белая пешка · g2 белый король | 2 |
| 1 | f7 чёрная пешка · g7 чёрный король · a6 чёрная ладья · g6 чёрная пешка · h6 чёрная пешка · a5 белая пешка · d4 белая ладья · h4 белая пешка · g3 белая пешка · f2 белая пешка · g2 белый король | f7 чёрная пешка · g7 чёрный король · a6 чёрная ладья · g6 чёрная пешка · h6 чёрная пешка · a5 белая пешка · d4 белая ладья · h4 белая пешка · g3 белая пешка · f2 белая пешка · g2 белый король | f7 чёрная пешка · g7 чёрный король · a6 чёрная ладья · g6 чёрная пешка · h6 чёрная пешка · a5 белая пешка · d4 белая ладья · h4 белая пешка · g3 белая пешка · f2 белая пешка · g2 белый король | f7 чёрная пешка · g7 чёрный король · a6 чёрная ладья · g6 чёрная пешка · h6 чёрная пешка · a5 белая пешка · d4 белая ладья · h4 белая пешка · g3 белая пешка · f2 белая пешка · g2 белый король | f7 чёрная пешка · g7 чёрный король · a6 чёрная ладья · g6 чёрная пешка · h6 чёрная пешка · a5 белая пешка · d4 белая ладья · h4 белая пешка · g3 белая пешка · f2 белая пешка · g2 белый король | f7 чёрная пешка · g7 чёрный король · a6 чёрная ладья · g6 чёрная пешка · h6 чёрная пешка · a5 белая пешка · d4 белая ладья · h4 белая пешка · g3 белая пешка · f2 белая пешка · g2 белый король | f7 чёрная пешка · g7 чёрный король · a6 чёрная ладья · g6 чёрная пешка · h6 чёрная пешка · a5 белая пешка · d4 белая ладья · h4 белая пешка · g3 белая пешка · f2 белая пешка · g2 белый король | f7 чёрная пешка · g7 чёрный король · a6 чёрная ладья · g6 чёрная пешка · h6 чёрная пешка · a5 белая пешка · d4 белая ладья · h4 белая пешка · g3 белая пешка · f2 белая пешка · g2 белый король | 1 |
|   | a | b | c | d | e | f | g | h |   |

Классический пример реализации материального преимущества. 1.Лa4! Алехин располагает ладью по Таррашу. В данном случае это лучшее решение. 1…Крf6 2.Крf3 Крe5 3.Крe3 h5 4.Крd3 Крd5 5.Крc3 Крc5. Чёрные стремятся не пропустить белого короля к пешке. 6.Ла2! Белые могут позволить себе тактику выжидания. Чёрные не могут выиграть пешку a5, так как это приведёт к безнадёжному пешечному окончанию. 6…Крb5 7.Крd4 Лd6+ 8.Крe5 Лe6+ 9.Крf4 Крa6. Предыдущие манёвры чёрных были направлены на то, чтобы в качестве блокёра пешки оставить короля, а ладью высвободить для активных операций. Однако это не помогает, так как белый король активно входит в игру и вторгается в пешечное расположение противника. 10.Крg5! Лe5+ 11.Крh6 Лf5 12.f4. Неточность, позволяющая чёрным затянуть сопротивление. Немедленно решало 12.Крg7! Лf3 13.Лd2! Кр:a5 14.Лd5+ Крb4 (14…Крb6 15.Лd6+) 15.Лd4+ и 16.Лf4. 12…Лc5! 13.Лa3 Лc7 14.Крg7 Лd7 15.f5. Возможно было и 15.Крf6 Лc7 16.Лf3 Кр:a5 17.f5. 15…gf 16.Крh6 f4. Капабланка отчаянно сопротивляется, но спасения уже нет. 17.gf Лd5 18.Крg7 Лf5 19.Лa4 Крb5 20.Лe4! Крa6 21.Крh6 Л:a5. Не помогает и 21…Крb7 22.Лe5 Л:f4 23.Кр:h5 f6 24.Лe1 Крa6 25.Лh1. 22.Лe5 Лa1 23.Кр:h5 Лg1 24.Лg5 Лh1 25.Лf5 Крb6 26.Л:f7 Крc6 27.Ле7! Чёрные сдались. У белых пешки «f» и «h», но в данном случае чёрные не могут спасти партию — их король отрезан и не может принять участия в борьбе с пешками.
|   | a | b | c | d | e | f | g | h |   |
| - | --- | --- | --- | --- | --- | --- | --- | --- | - |
| 8 | b8 чёрная ладья · f8 чёрный король · f7 чёрная пешка · g7 чёрная пешка · d6 чёрная пешка · g6 чёрная пешка · d4 белая пешка · a3 белая пешка · h3 белая пешка · c2 белая ладья · f2 белая пешка · h2 белый король | b8 чёрная ладья · f8 чёрный король · f7 чёрная пешка · g7 чёрная пешка · d6 чёрная пешка · g6 чёрная пешка · d4 белая пешка · a3 белая пешка · h3 белая пешка · c2 белая ладья · f2 белая пешка · h2 белый король | b8 чёрная ладья · f8 чёрный король · f7 чёрная пешка · g7 чёрная пешка · d6 чёрная пешка · g6 чёрная пешка · d4 белая пешка · a3 белая пешка · h3 белая пешка · c2 белая ладья · f2 белая пешка · h2 белый король | b8 чёрная ладья · f8 чёрный король · f7 чёрная пешка · g7 чёрная пешка · d6 чёрная пешка · g6 чёрная пешка · d4 белая пешка · a3 белая пешка · h3 белая пешка · c2 белая ладья · f2 белая пешка · h2 белый король | b8 чёрная ладья · f8 чёрный король · f7 чёрная пешка · g7 чёрная пешка · d6 чёрная пешка · g6 чёрная пешка · d4 белая пешка · a3 белая пешка · h3 белая пешка · c2 белая ладья · f2 белая пешка · h2 белый король | b8 чёрная ладья · f8 чёрный король · f7 чёрная пешка · g7 чёрная пешка · d6 чёрная пешка · g6 чёрная пешка · d4 белая пешка · a3 белая пешка · h3 белая пешка · c2 белая ладья · f2 белая пешка · h2 белый король | b8 чёрная ладья · f8 чёрный король · f7 чёрная пешка · g7 чёрная пешка · d6 чёрная пешка · g6 чёрная пешка · d4 белая пешка · a3 белая пешка · h3 белая пешка · c2 белая ладья · f2 белая пешка · h2 белый король | b8 чёрная ладья · f8 чёрный король · f7 чёрная пешка · g7 чёрная пешка · d6 чёрная пешка · g6 чёрная пешка · d4 белая пешка · a3 белая пешка · h3 белая пешка · c2 белая ладья · f2 белая пешка · h2 белый король | 8 |
| 7 | b8 чёрная ладья · f8 чёрный король · f7 чёрная пешка · g7 чёрная пешка · d6 чёрная пешка · g6 чёрная пешка · d4 белая пешка · a3 белая пешка · h3 белая пешка · c2 белая ладья · f2 белая пешка · h2 белый король | b8 чёрная ладья · f8 чёрный король · f7 чёрная пешка · g7 чёрная пешка · d6 чёрная пешка · g6 чёрная пешка · d4 белая пешка · a3 белая пешка · h3 белая пешка · c2 белая ладья · f2 белая пешка · h2 белый король | b8 чёрная ладья · f8 чёрный король · f7 чёрная пешка · g7 чёрная пешка · d6 чёрная пешка · g6 чёрная пешка · d4 белая пешка · a3 белая пешка · h3 белая пешка · c2 белая ладья · f2 белая пешка · h2 белый король | b8 чёрная ладья · f8 чёрный король · f7 чёрная пешка · g7 чёрная пешка · d6 чёрная пешка · g6 чёрная пешка · d4 белая пешка · a3 белая пешка · h3 белая пешка · c2 белая ладья · f2 белая пешка · h2 белый король | b8 чёрная ладья · f8 чёрный король · f7 чёрная пешка · g7 чёрная пешка · d6 чёрная пешка · g6 чёрная пешка · d4 белая пешка · a3 белая пешка · h3 белая пешка · c2 белая ладья · f2 белая пешка · h2 белый король | b8 чёрная ладья · f8 чёрный король · f7 чёрная пешка · g7 чёрная пешка · d6 чёрная пешка · g6 чёрная пешка · d4 белая пешка · a3 белая пешка · h3 белая пешка · c2 белая ладья · f2 белая пешка · h2 белый король | b8 чёрная ладья · f8 чёрный король · f7 чёрная пешка · g7 чёрная пешка · d6 чёрная пешка · g6 чёрная пешка · d4 белая пешка · a3 белая пешка · h3 белая пешка · c2 белая ладья · f2 белая пешка · h2 белый король | b8 чёрная ладья · f8 чёрный король · f7 чёрная пешка · g7 чёрная пешка · d6 чёрная пешка · g6 чёрная пешка · d4 белая пешка · a3 белая пешка · h3 белая пешка · c2 белая ладья · f2 белая пешка · h2 белый король | 7 |
| 6 | b8 чёрная ладья · f8 чёрный король · f7 чёрная пешка · g7 чёрная пешка · d6 чёрная пешка · g6 чёрная пешка · d4 белая пешка · a3 белая пешка · h3 белая пешка · c2 белая ладья · f2 белая пешка · h2 белый король | b8 чёрная ладья · f8 чёрный король · f7 чёрная пешка · g7 чёрная пешка · d6 чёрная пешка · g6 чёрная пешка · d4 белая пешка · a3 белая пешка · h3 белая пешка · c2 белая ладья · f2 белая пешка · h2 белый король | b8 чёрная ладья · f8 чёрный король · f7 чёрная пешка · g7 чёрная пешка · d6 чёрная пешка · g6 чёрная пешка · d4 белая пешка · a3 белая пешка · h3 белая пешка · c2 белая ладья · f2 белая пешка · h2 белый король | b8 чёрная ладья · f8 чёрный король · f7 чёрная пешка · g7 чёрная пешка · d6 чёрная пешка · g6 чёрная пешка · d4 белая пешка · a3 белая пешка · h3 белая пешка · c2 белая ладья · f2 белая пешка · h2 белый король | b8 чёрная ладья · f8 чёрный король · f7 чёрная пешка · g7 чёрная пешка · d6 чёрная пешка · g6 чёрная пешка · d4 белая пешка · a3 белая пешка · h3 белая пешка · c2 белая ладья · f2 белая пешка · h2 белый король | b8 чёрная ладья · f8 чёрный король · f7 чёрная пешка · g7 чёрная пешка · d6 чёрная пешка · g6 чёрная пешка · d4 белая пешка · a3 белая пешка · h3 белая пешка · c2 белая ладья · f2 белая пешка · h2 белый король | b8 чёрная ладья · f8 чёрный король · f7 чёрная пешка · g7 чёрная пешка · d6 чёрная пешка · g6 чёрная пешка · d4 белая пешка · a3 белая пешка · h3 белая пешка · c2 белая ладья · f2 белая пешка · h2 белый король | b8 чёрная ладья · f8 чёрный король · f7 чёрная пешка · g7 чёрная пешка · d6 чёрная пешка · g6 чёрная пешка · d4 белая пешка · a3 белая пешка · h3 белая пешка · c2 белая ладья · f2 белая пешка · h2 белый король | 6 |
| 5 | b8 чёрная ладья · f8 чёрный король · f7 чёрная пешка · g7 чёрная пешка · d6 чёрная пешка · g6 чёрная пешка · d4 белая пешка · a3 белая пешка · h3 белая пешка · c2 белая ладья · f2 белая пешка · h2 белый король | b8 чёрная ладья · f8 чёрный король · f7 чёрная пешка · g7 чёрная пешка · d6 чёрная пешка · g6 чёрная пешка · d4 белая пешка · a3 белая пешка · h3 белая пешка · c2 белая ладья · f2 белая пешка · h2 белый король | b8 чёрная ладья · f8 чёрный король · f7 чёрная пешка · g7 чёрная пешка · d6 чёрная пешка · g6 чёрная пешка · d4 белая пешка · a3 белая пешка · h3 белая пешка · c2 белая ладья · f2 белая пешка · h2 белый король | b8 чёрная ладья · f8 чёрный король · f7 чёрная пешка · g7 чёрная пешка · d6 чёрная пешка · g6 чёрная пешка · d4 белая пешка · a3 белая пешка · h3 белая пешка · c2 белая ладья · f2 белая пешка · h2 белый король | b8 чёрная ладья · f8 чёрный король · f7 чёрная пешка · g7 чёрная пешка · d6 чёрная пешка · g6 чёрная пешка · d4 белая пешка · a3 белая пешка · h3 белая пешка · c2 белая ладья · f2 белая пешка · h2 белый король | b8 чёрная ладья · f8 чёрный король · f7 чёрная пешка · g7 чёрная пешка · d6 чёрная пешка · g6 чёрная пешка · d4 белая пешка · a3 белая пешка · h3 белая пешка · c2 белая ладья · f2 белая пешка · h2 белый король | b8 чёрная ладья · f8 чёрный король · f7 чёрная пешка · g7 чёрная пешка · d6 чёрная пешка · g6 чёрная пешка · d4 белая пешка · a3 белая пешка · h3 белая пешка · c2 белая ладья · f2 белая пешка · h2 белый король | b8 чёрная ладья · f8 чёрный король · f7 чёрная пешка · g7 чёрная пешка · d6 чёрная пешка · g6 чёрная пешка · d4 белая пешка · a3 белая пешка · h3 белая пешка · c2 белая ладья · f2 белая пешка · h2 белый король | 5 |
| 4 | b8 чёрная ладья · f8 чёрный король · f7 чёрная пешка · g7 чёрная пешка · d6 чёрная пешка · g6 чёрная пешка · d4 белая пешка · a3 белая пешка · h3 белая пешка · c2 белая ладья · f2 белая пешка · h2 белый король | b8 чёрная ладья · f8 чёрный король · f7 чёрная пешка · g7 чёрная пешка · d6 чёрная пешка · g6 чёрная пешка · d4 белая пешка · a3 белая пешка · h3 белая пешка · c2 белая ладья · f2 белая пешка · h2 белый король | b8 чёрная ладья · f8 чёрный король · f7 чёрная пешка · g7 чёрная пешка · d6 чёрная пешка · g6 чёрная пешка · d4 белая пешка · a3 белая пешка · h3 белая пешка · c2 белая ладья · f2 белая пешка · h2 белый король | b8 чёрная ладья · f8 чёрный король · f7 чёрная пешка · g7 чёрная пешка · d6 чёрная пешка · g6 чёрная пешка · d4 белая пешка · a3 белая пешка · h3 белая пешка · c2 белая ладья · f2 белая пешка · h2 белый король | b8 чёрная ладья · f8 чёрный король · f7 чёрная пешка · g7 чёрная пешка · d6 чёрная пешка · g6 чёрная пешка · d4 белая пешка · a3 белая пешка · h3 белая пешка · c2 белая ладья · f2 белая пешка · h2 белый король | b8 чёрная ладья · f8 чёрный король · f7 чёрная пешка · g7 чёрная пешка · d6 чёрная пешка · g6 чёрная пешка · d4 белая пешка · a3 белая пешка · h3 белая пешка · c2 белая ладья · f2 белая пешка · h2 белый король | b8 чёрная ладья · f8 чёрный король · f7 чёрная пешка · g7 чёрная пешка · d6 чёрная пешка · g6 чёрная пешка · d4 белая пешка · a3 белая пешка · h3 белая пешка · c2 белая ладья · f2 белая пешка · h2 белый король | b8 чёрная ладья · f8 чёрный король · f7 чёрная пешка · g7 чёрная пешка · d6 чёрная пешка · g6 чёрная пешка · d4 белая пешка · a3 белая пешка · h3 белая пешка · c2 белая ладья · f2 белая пешка · h2 белый король | 4 |
| 3 | b8 чёрная ладья · f8 чёрный король · f7 чёрная пешка · g7 чёрная пешка · d6 чёрная пешка · g6 чёрная пешка · d4 белая пешка · a3 белая пешка · h3 белая пешка · c2 белая ладья · f2 белая пешка · h2 белый король | b8 чёрная ладья · f8 чёрный король · f7 чёрная пешка · g7 чёрная пешка · d6 чёрная пешка · g6 чёрная пешка · d4 белая пешка · a3 белая пешка · h3 белая пешка · c2 белая ладья · f2 белая пешка · h2 белый король | b8 чёрная ладья · f8 чёрный король · f7 чёрная пешка · g7 чёрная пешка · d6 чёрная пешка · g6 чёрная пешка · d4 белая пешка · a3 белая пешка · h3 белая пешка · c2 белая ладья · f2 белая пешка · h2 белый король | b8 чёрная ладья · f8 чёрный король · f7 чёрная пешка · g7 чёрная пешка · d6 чёрная пешка · g6 чёрная пешка · d4 белая пешка · a3 белая пешка · h3 белая пешка · c2 белая ладья · f2 белая пешка · h2 белый король | b8 чёрная ладья · f8 чёрный король · f7 чёрная пешка · g7 чёрная пешка · d6 чёрная пешка · g6 чёрная пешка · d4 белая пешка · a3 белая пешка · h3 белая пешка · c2 белая ладья · f2 белая пешка · h2 белый король | b8 чёрная ладья · f8 чёрный король · f7 чёрная пешка · g7 чёрная пешка · d6 чёрная пешка · g6 чёрная пешка · d4 белая пешка · a3 белая пешка · h3 белая пешка · c2 белая ладья · f2 белая пешка · h2 белый король | b8 чёрная ладья · f8 чёрный король · f7 чёрная пешка · g7 чёрная пешка · d6 чёрная пешка · g6 чёрная пешка · d4 белая пешка · a3 белая пешка · h3 белая пешка · c2 белая ладья · f2 белая пешка · h2 белый король | b8 чёрная ладья · f8 чёрный король · f7 чёрная пешка · g7 чёрная пешка · d6 чёрная пешка · g6 чёрная пешка · d4 белая пешка · a3 белая пешка · h3 белая пешка · c2 белая ладья · f2 белая пешка · h2 белый король | 3 |
| 2 | b8 чёрная ладья · f8 чёрный король · f7 чёрная пешка · g7 чёрная пешка · d6 чёрная пешка · g6 чёрная пешка · d4 белая пешка · a3 белая пешка · h3 белая пешка · c2 белая ладья · f2 белая пешка · h2 белый король | b8 чёрная ладья · f8 чёрный король · f7 чёрная пешка · g7 чёрная пешка · d6 чёрная пешка · g6 чёрная пешка · d4 белая пешка · a3 белая пешка · h3 белая пешка · c2 белая ладья · f2 белая пешка · h2 белый король | b8 чёрная ладья · f8 чёрный король · f7 чёрная пешка · g7 чёрная пешка · d6 чёрная пешка · g6 чёрная пешка · d4 белая пешка · a3 белая пешка · h3 белая пешка · c2 белая ладья · f2 белая пешка · h2 белый король | b8 чёрная ладья · f8 чёрный король · f7 чёрная пешка · g7 чёрная пешка · d6 чёрная пешка · g6 чёрная пешка · d4 белая пешка · a3 белая пешка · h3 белая пешка · c2 белая ладья · f2 белая пешка · h2 белый король | b8 чёрная ладья · f8 чёрный король · f7 чёрная пешка · g7 чёрная пешка · d6 чёрная пешка · g6 чёрная пешка · d4 белая пешка · a3 белая пешка · h3 белая пешка · c2 белая ладья · f2 белая пешка · h2 белый король | b8 чёрная ладья · f8 чёрный король · f7 чёрная пешка · g7 чёрная пешка · d6 чёрная пешка · g6 чёрная пешка · d4 белая пешка · a3 белая пешка · h3 белая пешка · c2 белая ладья · f2 белая пешка · h2 белый король | b8 чёрная ладья · f8 чёрный король · f7 чёрная пешка · g7 чёрная пешка · d6 чёрная пешка · g6 чёрная пешка · d4 белая пешка · a3 белая пешка · h3 белая пешка · c2 белая ладья · f2 белая пешка · h2 белый король | b8 чёрная ладья · f8 чёрный король · f7 чёрная пешка · g7 чёрная пешка · d6 чёрная пешка · g6 чёрная пешка · d4 белая пешка · a3 белая пешка · h3 белая пешка · c2 белая ладья · f2 белая пешка · h2 белый король | 2 |
| 1 | b8 чёрная ладья · f8 чёрный король · f7 чёрная пешка · g7 чёрная пешка · d6 чёрная пешка · g6 чёрная пешка · d4 белая пешка · a3 белая пешка · h3 белая пешка · c2 белая ладья · f2 белая пешка · h2 белый король | b8 чёрная ладья · f8 чёрный король · f7 чёрная пешка · g7 чёрная пешка · d6 чёрная пешка · g6 чёрная пешка · d4 белая пешка · a3 белая пешка · h3 белая пешка · c2 белая ладья · f2 белая пешка · h2 белый король | b8 чёрная ладья · f8 чёрный король · f7 чёрная пешка · g7 чёрная пешка · d6 чёрная пешка · g6 чёрная пешка · d4 белая пешка · a3 белая пешка · h3 белая пешка · c2 белая ладья · f2 белая пешка · h2 белый король | b8 чёрная ладья · f8 чёрный король · f7 чёрная пешка · g7 чёрная пешка · d6 чёрная пешка · g6 чёрная пешка · d4 белая пешка · a3 белая пешка · h3 белая пешка · c2 белая ладья · f2 белая пешка · h2 белый король | b8 чёрная ладья · f8 чёрный король · f7 чёрная пешка · g7 чёрная пешка · d6 чёрная пешка · g6 чёрная пешка · d4 белая пешка · a3 белая пешка · h3 белая пешка · c2 белая ладья · f2 белая пешка · h2 белый король | b8 чёрная ладья · f8 чёрный король · f7 чёрная пешка · g7 чёрная пешка · d6 чёрная пешка · g6 чёрная пешка · d4 белая пешка · a3 белая пешка · h3 белая пешка · c2 белая ладья · f2 белая пешка · h2 белый король | b8 чёрная ладья · f8 чёрный король · f7 чёрная пешка · g7 чёрная пешка · d6 чёрная пешка · g6 чёрная пешка · d4 белая пешка · a3 белая пешка · h3 белая пешка · c2 белая ладья · f2 белая пешка · h2 белый король | b8 чёрная ладья · f8 чёрный король · f7 чёрная пешка · g7 чёрная пешка · d6 чёрная пешка · g6 чёрная пешка · d4 белая пешка · a3 белая пешка · h3 белая пешка · c2 белая ладья · f2 белая пешка · h2 белый король | 1 |
|   | a | b | c | d | e | f | g | h |   |

У белых все пешки слабы и могут быть атакованы. Поэтому на стороне чёрных значительный позиционный перевес, который они виртуозно реализуют: 40…Лa8 41.Лc3 Лa4 42.Лd3 Крe7 43.Крg3 Крe6 44.Крf3 Крd5 45.Крe2 g5! Чёрные обходят коварную ловушку: если 45…Л:d4?, то 46.Крe3!, и выиграть могут только белые. 46.Лb3 f6. На 46…Кр:d4 последовало бы 47.Лb7 f6 48.Л:g7 Л:a3 49.h4! gh 50.Лg4+ Крc3 51.Л:h4 с хорошими шансами на ничью. 47.Крe3 Крc4 48.Лd3 d5 49.Крd2 Лa8 50.Крc2 Лa7 51.Крd2 Лe7 52.Лc3+. Приходится отдавать пешку: на 52.Крc2 решает 52…Лe2+ 53.Лd2 Л:d2+ 54.Кр:d2 Крb3 и т. д. 52…Кр:d4 53.a4 Лa7 54.Лa3 Лa5 55.Лa1 Крc4 56.Крe3. Упорнее 56.Лc1+ Крb4 57.Лb1+. 56…d4+ 57.Крd2 Лf5! 58.Крe1. Если 58.a5, то 58…Л:f2+ 59.Крe1 Лb2 60.a6 Лb8 и т. д. 58…Крb4 59.Крe2 Крa5 60.Лa3 Лf4 61.Лa2. Ведёт к потере второй пешки. Однако не лучше и 61.Крf1 Крb4 62.Лa1 Лh4. 61…Лh4 62.Крd3 Л:h3+ 63.Кр:d4 Лh4+ 64.Крd3 Л:a4 65.Лe2 Лf4. Остальное только вопрос времени: чёрным осталось подвести короля к пешкам. 66.Крe3 Крb6 67.Лc2 Крb7 68.Лc1 Лa4 69.Лh1 Крc6 70.Лh7 Лa7 71.Крe4 Крd6 72.Крf5 g6+! 73.Кр:g6 Л:h7 74.Кр:h7 Крe5 75.Крg6 g4. Белые сдались.
|   | a | b | c | d | e | f | g | h |   |
| - | --- | --- | --- | --- | --- | --- | --- | --- | - |
| 8 | a8 белый король · c7 белая пешка · h7 белая ладья · a5 чёрный король · c2 чёрная ладья · h2 чёрная пешка | a8 белый король · c7 белая пешка · h7 белая ладья · a5 чёрный король · c2 чёрная ладья · h2 чёрная пешка | a8 белый король · c7 белая пешка · h7 белая ладья · a5 чёрный король · c2 чёрная ладья · h2 чёрная пешка | a8 белый король · c7 белая пешка · h7 белая ладья · a5 чёрный король · c2 чёрная ладья · h2 чёрная пешка | a8 белый король · c7 белая пешка · h7 белая ладья · a5 чёрный король · c2 чёрная ладья · h2 чёрная пешка | a8 белый король · c7 белая пешка · h7 белая ладья · a5 чёрный король · c2 чёрная ладья · h2 чёрная пешка | a8 белый король · c7 белая пешка · h7 белая ладья · a5 чёрный король · c2 чёрная ладья · h2 чёрная пешка | a8 белый король · c7 белая пешка · h7 белая ладья · a5 чёрный король · c2 чёрная ладья · h2 чёрная пешка | 8 |
| 7 | a8 белый король · c7 белая пешка · h7 белая ладья · a5 чёрный король · c2 чёрная ладья · h2 чёрная пешка | a8 белый король · c7 белая пешка · h7 белая ладья · a5 чёрный король · c2 чёрная ладья · h2 чёрная пешка | a8 белый король · c7 белая пешка · h7 белая ладья · a5 чёрный король · c2 чёрная ладья · h2 чёрная пешка | a8 белый король · c7 белая пешка · h7 белая ладья · a5 чёрный король · c2 чёрная ладья · h2 чёрная пешка | a8 белый король · c7 белая пешка · h7 белая ладья · a5 чёрный король · c2 чёрная ладья · h2 чёрная пешка | a8 белый король · c7 белая пешка · h7 белая ладья · a5 чёрный король · c2 чёрная ладья · h2 чёрная пешка | a8 белый король · c7 белая пешка · h7 белая ладья · a5 чёрный король · c2 чёрная ладья · h2 чёрная пешка | a8 белый король · c7 белая пешка · h7 белая ладья · a5 чёрный король · c2 чёрная ладья · h2 чёрная пешка | 7 |
| 6 | a8 белый король · c7 белая пешка · h7 белая ладья · a5 чёрный король · c2 чёрная ладья · h2 чёрная пешка | a8 белый король · c7 белая пешка · h7 белая ладья · a5 чёрный король · c2 чёрная ладья · h2 чёрная пешка | a8 белый король · c7 белая пешка · h7 белая ладья · a5 чёрный король · c2 чёрная ладья · h2 чёрная пешка | a8 белый король · c7 белая пешка · h7 белая ладья · a5 чёрный король · c2 чёрная ладья · h2 чёрная пешка | a8 белый король · c7 белая пешка · h7 белая ладья · a5 чёрный король · c2 чёрная ладья · h2 чёрная пешка | a8 белый король · c7 белая пешка · h7 белая ладья · a5 чёрный король · c2 чёрная ладья · h2 чёрная пешка | a8 белый король · c7 белая пешка · h7 белая ладья · a5 чёрный король · c2 чёрная ладья · h2 чёрная пешка | a8 белый король · c7 белая пешка · h7 белая ладья · a5 чёрный король · c2 чёрная ладья · h2 чёрная пешка | 6 |
| 5 | a8 белый король · c7 белая пешка · h7 белая ладья · a5 чёрный король · c2 чёрная ладья · h2 чёрная пешка | a8 белый король · c7 белая пешка · h7 белая ладья · a5 чёрный король · c2 чёрная ладья · h2 чёрная пешка | a8 белый король · c7 белая пешка · h7 белая ладья · a5 чёрный король · c2 чёрная ладья · h2 чёрная пешка | a8 белый король · c7 белая пешка · h7 белая ладья · a5 чёрный король · c2 чёрная ладья · h2 чёрная пешка | a8 белый король · c7 белая пешка · h7 белая ладья · a5 чёрный король · c2 чёрная ладья · h2 чёрная пешка | a8 белый король · c7 белая пешка · h7 белая ладья · a5 чёрный король · c2 чёрная ладья · h2 чёрная пешка | a8 белый король · c7 белая пешка · h7 белая ладья · a5 чёрный король · c2 чёрная ладья · h2 чёрная пешка | a8 белый король · c7 белая пешка · h7 белая ладья · a5 чёрный король · c2 чёрная ладья · h2 чёрная пешка | 5 |
| 4 | a8 белый король · c7 белая пешка · h7 белая ладья · a5 чёрный король · c2 чёрная ладья · h2 чёрная пешка | a8 белый король · c7 белая пешка · h7 белая ладья · a5 чёрный король · c2 чёрная ладья · h2 чёрная пешка | a8 белый король · c7 белая пешка · h7 белая ладья · a5 чёрный король · c2 чёрная ладья · h2 чёрная пешка | a8 белый король · c7 белая пешка · h7 белая ладья · a5 чёрный король · c2 чёрная ладья · h2 чёрная пешка | a8 белый король · c7 белая пешка · h7 белая ладья · a5 чёрный король · c2 чёрная ладья · h2 чёрная пешка | a8 белый король · c7 белая пешка · h7 белая ладья · a5 чёрный король · c2 чёрная ладья · h2 чёрная пешка | a8 белый король · c7 белая пешка · h7 белая ладья · a5 чёрный король · c2 чёрная ладья · h2 чёрная пешка | a8 белый король · c7 белая пешка · h7 белая ладья · a5 чёрный король · c2 чёрная ладья · h2 чёрная пешка | 4 |
| 3 | a8 белый король · c7 белая пешка · h7 белая ладья · a5 чёрный король · c2 чёрная ладья · h2 чёрная пешка | a8 белый король · c7 белая пешка · h7 белая ладья · a5 чёрный король · c2 чёрная ладья · h2 чёрная пешка | a8 белый король · c7 белая пешка · h7 белая ладья · a5 чёрный король · c2 чёрная ладья · h2 чёрная пешка | a8 белый король · c7 белая пешка · h7 белая ладья · a5 чёрный король · c2 чёрная ладья · h2 чёрная пешка | a8 белый король · c7 белая пешка · h7 белая ладья · a5 чёрный король · c2 чёрная ладья · h2 чёрная пешка | a8 белый король · c7 белая пешка · h7 белая ладья · a5 чёрный король · c2 чёрная ладья · h2 чёрная пешка | a8 белый король · c7 белая пешка · h7 белая ладья · a5 чёрный король · c2 чёрная ладья · h2 чёрная пешка | a8 белый король · c7 белая пешка · h7 белая ладья · a5 чёрный король · c2 чёрная ладья · h2 чёрная пешка | 3 |
| 2 | a8 белый король · c7 белая пешка · h7 белая ладья · a5 чёрный король · c2 чёрная ладья · h2 чёрная пешка | a8 белый король · c7 белая пешка · h7 белая ладья · a5 чёрный король · c2 чёрная ладья · h2 чёрная пешка | a8 белый король · c7 белая пешка · h7 белая ладья · a5 чёрный король · c2 чёрная ладья · h2 чёрная пешка | a8 белый король · c7 белая пешка · h7 белая ладья · a5 чёрный король · c2 чёрная ладья · h2 чёрная пешка | a8 белый король · c7 белая пешка · h7 белая ладья · a5 чёрный король · c2 чёрная ладья · h2 чёрная пешка | a8 белый король · c7 белая пешка · h7 белая ладья · a5 чёрный король · c2 чёрная ладья · h2 чёрная пешка | a8 белый король · c7 белая пешка · h7 белая ладья · a5 чёрный король · c2 чёрная ладья · h2 чёрная пешка | a8 белый король · c7 белая пешка · h7 белая ладья · a5 чёрный король · c2 чёрная ладья · h2 чёрная пешка | 2 |
| 1 | a8 белый король · c7 белая пешка · h7 белая ладья · a5 чёрный король · c2 чёрная ладья · h2 чёрная пешка | a8 белый король · c7 белая пешка · h7 белая ладья · a5 чёрный король · c2 чёрная ладья · h2 чёрная пешка | a8 белый король · c7 белая пешка · h7 белая ладья · a5 чёрный король · c2 чёрная ладья · h2 чёрная пешка | a8 белый король · c7 белая пешка · h7 белая ладья · a5 чёрный король · c2 чёрная ладья · h2 чёрная пешка | a8 белый король · c7 белая пешка · h7 белая ладья · a5 чёрный король · c2 чёрная ладья · h2 чёрная пешка | a8 белый король · c7 белая пешка · h7 белая ладья · a5 чёрный король · c2 чёрная ладья · h2 чёрная пешка | a8 белый король · c7 белая пешка · h7 белая ладья · a5 чёрный король · c2 чёрная ладья · h2 чёрная пешка | a8 белый король · c7 белая пешка · h7 белая ладья · a5 чёрный король · c2 чёрная ладья · h2 чёрная пешка | 1 |
|   | a | b | c | d | e | f | g | h |   |

1.Крb7(b8) Лb2+ 2.Крa7 Лc2 3.Лh5+ Крa4. Чёрный король может двигаться только по вертикали «a». Если он отступит на линию «b», то белые легко выигрывают, сыграв Крb7. 4.Крb7(b6) Лb2+ 5.Крa6 Лc2 6.Лh4+ Крa3 7.Крb6 Лb2+ 8.Крa5 Лc2 9.Лh3+ Крa2 10.Л:h2!, и белые выигрывают. Этот этюд до настоящего времени считается классическим и породил множество подражаний.